# Geografía de Pachuca de Soto

Municipio de Pachuca.

La geografía de Pachuca de Soto; implica la geografía física y humana de la ciudad de Pachuca de Soto y del municipio homónimo en el estado de Hidalgo, México. Pachuca de Soto está ubicado a 96 km al norte de la Ciudad de México, se sitúa a 213 km de Puebla de Zaragoza, a 499 km de Acapulco y a 901 km de Monterrey.
El territorio del municipio de Pachuca de Soto,  se localiza entre los paralelos 20° 01’ y 20° 12’ de latitud norte; los meridianos 98° 41’ y 98° 52’ de longitud oeste, con una altitud de 2300 a 3100 metros sobre el nivel del mar. Se encuentra en la región geográfica del estado de Hidalgo denominada Comarca Minera.
Colinda al norte con los municipios de Mineral del Chico y Mineral del Monte; al sur con Zempoala y Zapotlán de Juárez; al este con Mineral de la Reforma y Epazoyucan, y al oeste con San Agustín Tlaxiaca. Se han realizado tres rectificaciones de límites; dos con Mineral de la Reforma, en 1941 y 1973, esta última resuelta en diciembre de 2006; y una con Zempoala en octubre de 2010, formalizada el 10 de noviembre de 2011.

## Superficie

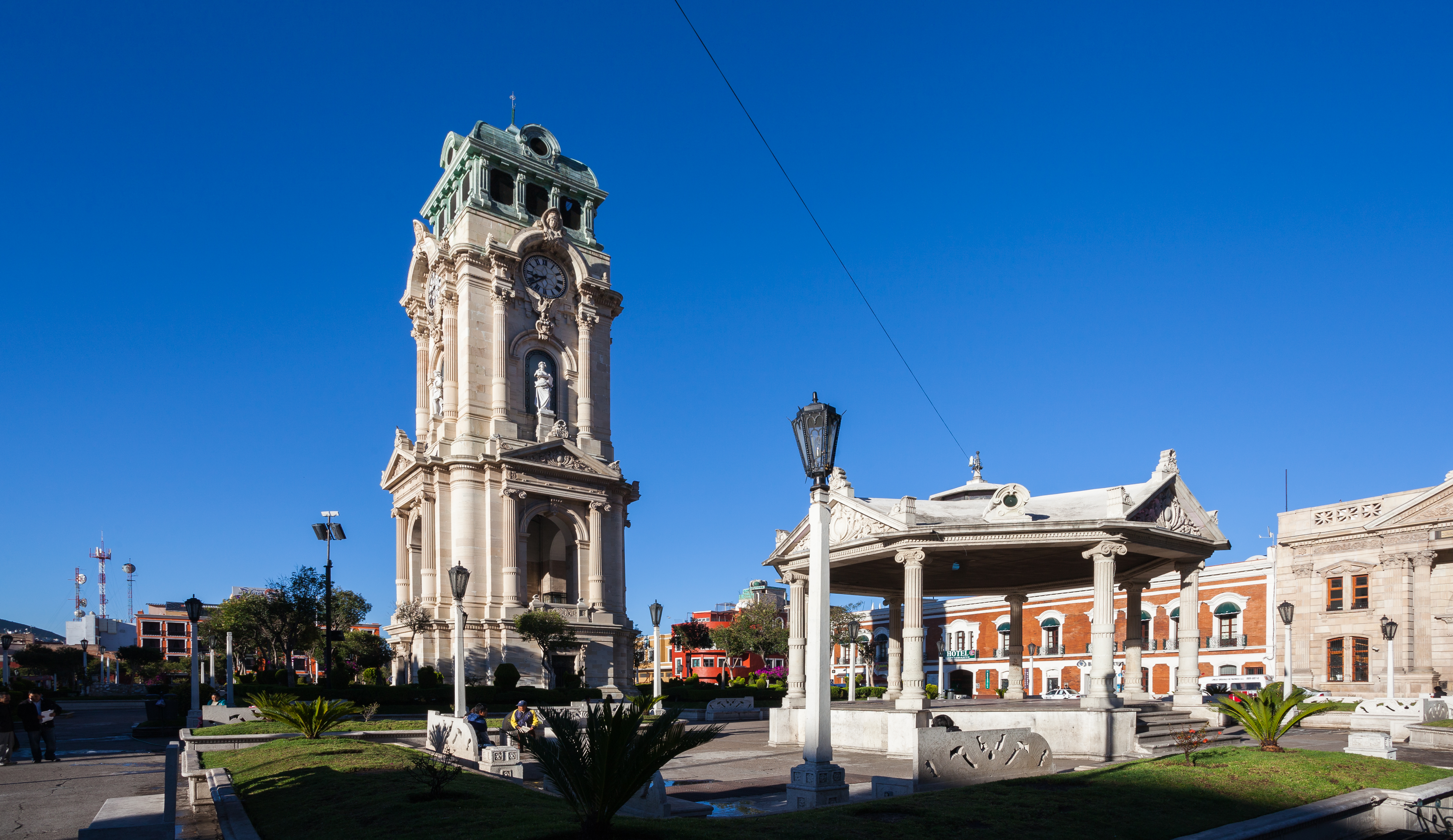
Centro histórico de Pachuca de Soto. El área urbana de Pachuca de Soto ocupa el 39% de la superficie municipal.

El municipio de Pachuca cuenta con una superficie total de 154.1 km² y representa el 0.74 % de la superficie del estado y ocupa el 56.° lugar entre los municipios de Hidalgo por superficie. De acuerdo al Gobierno de Hidalgo su superficie es de 195.3 km²; de acuerdo al INAFED es de 163.73 km²; y de acuerdo a la SEDESOL es de 154.545 km².
De acuerdo a las actividades del municipio, la superficie urbana utilizada es de 39 %, debido a la utilidad extensiva e intensiva de la tierra que gradualmente ha ido incrementándose por la demanda de vivienda, lo que corresponde a un aspecto demográfico que vincula la ocupación de áreas anteriormente destinadas al cultivo. En seguida el 27 % es de uso agrícola, donde principalmente predominan las tierras de temporal y los pastos naturales, y en menor importancia, las tierras de riego. Se tiene un 31 % para conservación y un 3 % de área protegida.
De la superficie urbana la utilizada es: 63 % tiene un uso habitacional, y se ubica en el área oriente y noreste principalmente; el 7 % corresponde al uso de infraestructura de servicios o área de equipamiento urbano. Los terrenos baldíos ocupan el 18 % del área, al uso comercial se destina 5 %; los jales ocupan el 4 %, los espacios abiertos el 2 % y la cantidad destinada a uso industrial representa el 1 %.

## Geología

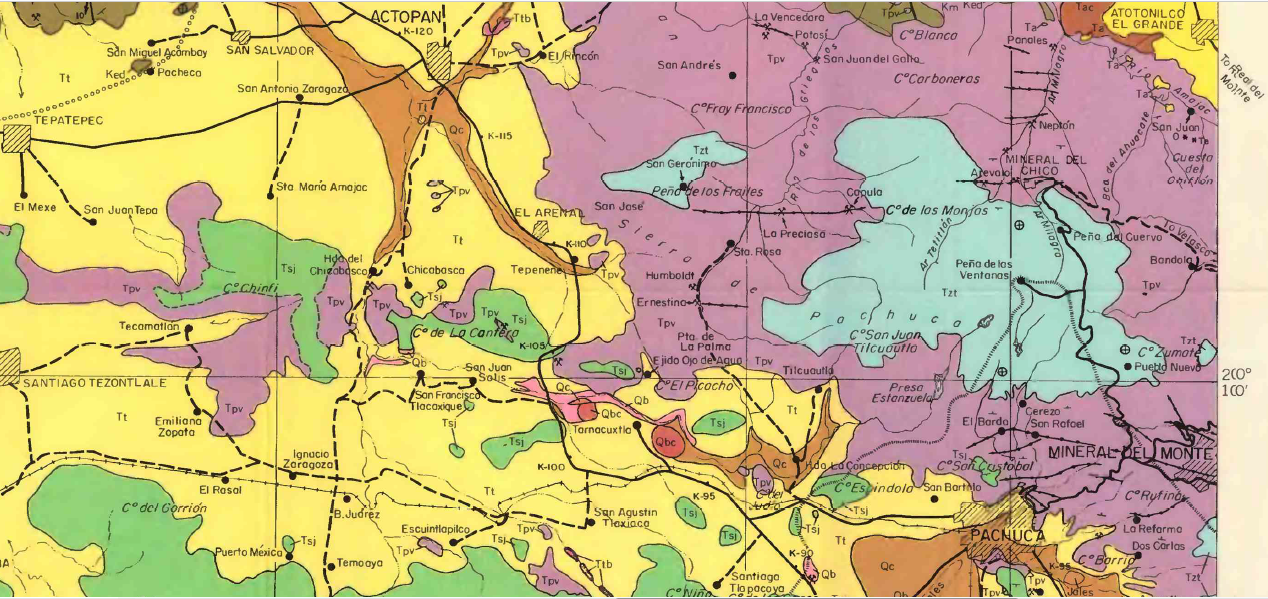
Mapa geológico del Distrito minero de Pachuca-Real del Monte elaborado por el Servicio Geológico de los Estados Unidos.

Geológicamente pertenece a la subprovincia del Eje Neovolcánico, los rasgos geológicos del municipio son:
- Fallas: Prácticamente estos fenómenos geológicos se encuentran en la Sierra de Pachuca al norte del municipio, donde existen grandes elevaciones y demasiada inclinación. Se tienen registradas 4 fallas con una longitud promedio de 6 km. con dirección oeste-este.
- Fracturas. El municipio solamente cuenta con una fractura ubicada en la Sierra de Pachuca junto a la barranca Las Palmas, con una longitud aproximada de 3,5 km, con una dirección de este a oeste.
- Hundimientos o desprendimientos. Es importante mencionar que en la parte norte del municipio existen zonas sujetas a hundimientos principalmente en las épocas de lluvias. Estos hundimientos son causados por los túneles que perforaron las compañías mineras con motivo de la extracción de oro y plata. Este fenómeno se ve claramente representado en las faldas del Cerro de Cubitos y en colonias populares como Minerva y Anáhuac, entre otras.

### Yacimientos geológicos
Dentro del municipio se han dado yacimientos vermiformes que son localizados alrededor del límite municipal, caracterizados por tener valores ricos en plata y con poco oro, metales básicos y yacimientos de tipo volcánico y material pétreo. Existen vetas ubicadas al norte del municipio, específicamente en las colonias de El Bordo, Camelia, San Miguel Cerezo así como en la mina de Loreto , con longitudes promedio de 2.5 km. En relación con bancos de material volcánico o material pétreo se ubican dentro del municipio yacimientos caracterizados por brindar materia prima a los procesos de la industria cementera y de la construcción; se encuentran bancos de relleno, de agregados, mampostería e industria, por ejemplo en el Cerro de la Cruz, Nopancalco y Matilde.
Con respecto a yacimientos con una amplia rentabilidad económica en el pasado, encontramos minas de explotación de oro y plata ubicados parcialmente en la Sierra de Pachuca específicamente en el cerro de San Cristóbal, cerro de las Maravillas, el cerro de la Platosa, el cerro del Bordo y minas situadas sobre la carretera a Mineral del Monte, también en puntos dispersos como de los cerros del Lobo, de San Carlos, de Cubitos.

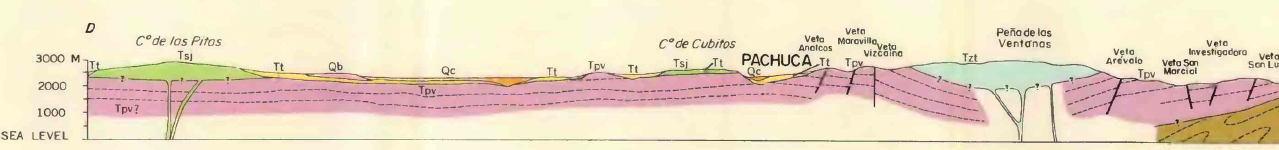
Corte geológico del Valle de Pachuca-Tizayuca y de la Sierra de Pachuca, elaborado por el Servicio Geológico de los Estados Unidos.

### Edafología

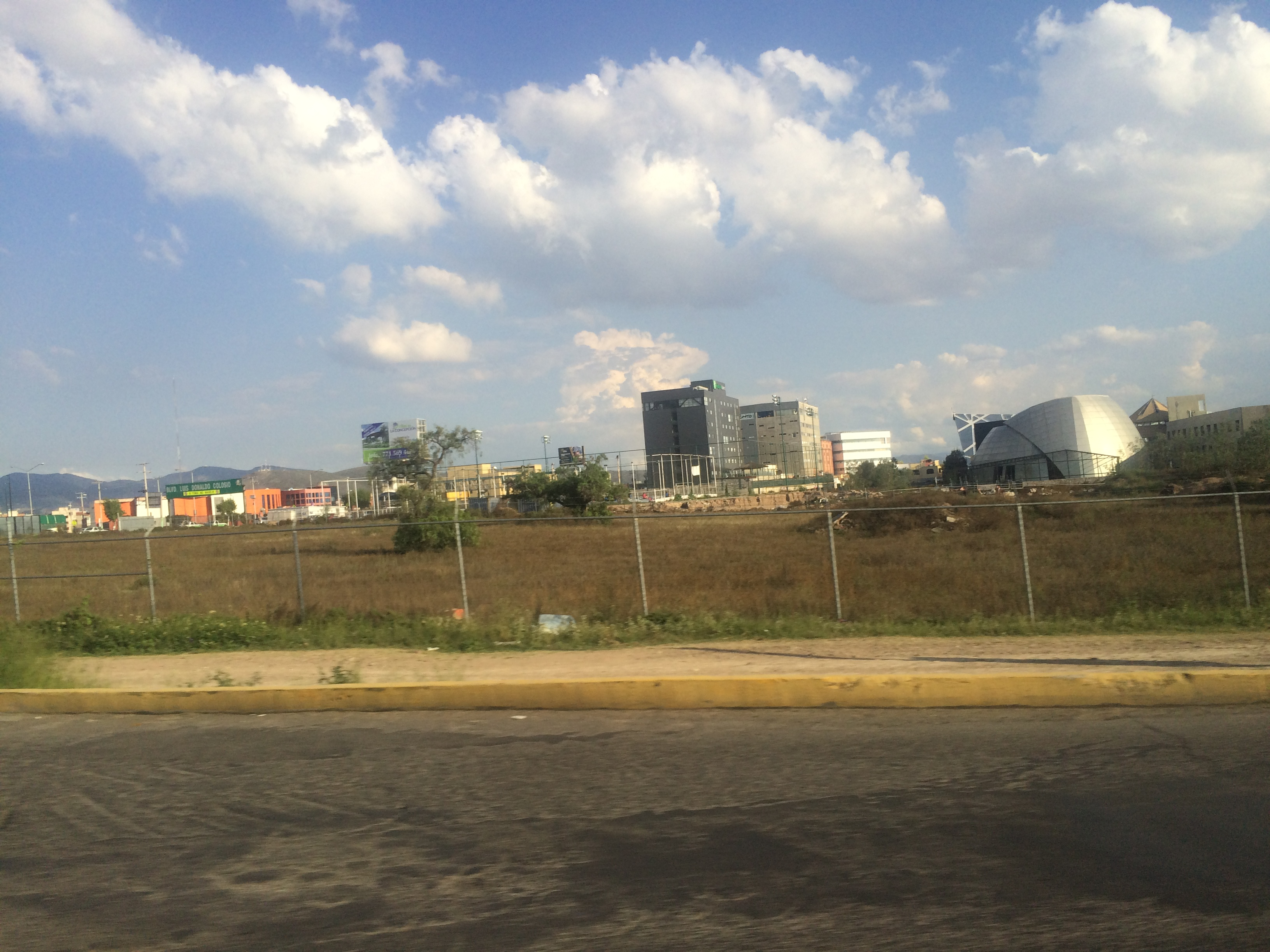
Terreno baldío en Pachuca de Soto.

La mayor parte del municipio está constituida por suelos del tipo feozem, ubicándose en la parte central y sur del municipio; son el sustento de gran parte de la mancha urbana actual. El cambisol son, suelos aprovechables para la agricultura y el pastoreo, también son recomendables para la actividad forestal, se encuentran ubicados al norte del municipio junto con algunos asentamientos humanos, en su mayoría barrios históricos.
El litosol se ubican en el norte y poniente del municipio, presentando algunos asentamientos humanos, la mayoría irregulares y algunas comunidades como Barrio la Camelia y San Miguel Cerezo. El regosol frecuentemente son suelos someros, se presentan en una franja al oriente del municipio, sobre el Cerro de Cubitos.

### Rocas
La cristobalita es un mineral de la clase de los minerales óxidos, fue descubierta en 1887 en el cerro San Cristóbal siendo nombrada así por esta localización. En el municipio se han encontrado rocas, cuya formación proviene de la era cenozoica; estas rocas son: 

### Distrito minero de Pachuca-Real del Monte
El distrito minero de Pachuca-Real del Monte se localiza en la parte centro-meridional del estado de Hidalgo, abarcando una superficie de 130 km². El Distrito Minero de Pachuca se localiza dentro de la Sierra de Pachuca, en la provincia metalogenética denominada Eje Neovolcánico, lo cual explica la presencia de depósitos polimetálicos de plata, plomo, zinc, cobre y oro. Este distrito se divide en dos áreas: Pachuca y Real del Monte.
En la sierra de Pachuca se han encontrado minas de obsidiana verde y puntas de flecha, así como raspadores de ese material asociados a restos de mamut, que según estimaciones, proceden de 12000 a. C. Los primeros exploradores prehistóricos de la Sierra de Pachuca, pertenecieron a tribus nómadas que podrían ubicarse hacia 4500 a. C.
El descubrimiento de las minas en la región durante la Nueva España, fue realizado el 25 de abril de 1552 por Alonso Rodríguez de Salgado. Pachuca formaba parte de uno de los centros mineros más importantes, ya que es aquí donde, por primera vez, se utilizó el método de amalgamación para la obtención de la plata, conocido como beneficio de patio descubierto por Bartolomé de Medina. En 1776, Pedro Romero de Terreros pretendió suprimir el partido y reducir los jornales, los mineros protestaron y se declararon en huelga.
Al inicio de la guerra de independencia las minas fueron abandonadas; al concluir la guerra de independencia se buscó capital extranjero por lo que a principios del siglo XIX, Pachuca y Real del Monte tuvieron un periodo de asociación con Cornualles, Inglaterra, la comunidad córnica e inglesa se estableció en la región, disminuyendo solamente durante la primera mitad del siglo XX.
Durante la etapa pos revolucionaria la historia, está ligada fuertemente a la minería; siendo dividida en tres períodos: el primero de 1920-1940, que oscila entre el estancamiento y la decadencia; el segundo de 1940-1965 que se mueve entre la decadencia y el repunte; y finalmente el período entre 1965-1990 que tuvo como característica el crecimiento minero.
La ciudad aporta más del 60% de la producción total de oro al estado y el 50% de la producción de plata. Aunque cada vez va en pique la actividad de este rubro. Esto generó el cierre de las minas en este distrito: El Álamo, en 1974: La Purísima, en 1996; San Juan Pachuca y La Rica en 2005; dejando con la extracción de oro y plata a la Hacienda de Beneficio de Loreto. En 2011 las minas de San Juan Pachuca y de El Rosario fueron reabiertas.

## Relieve

### Fisiografía

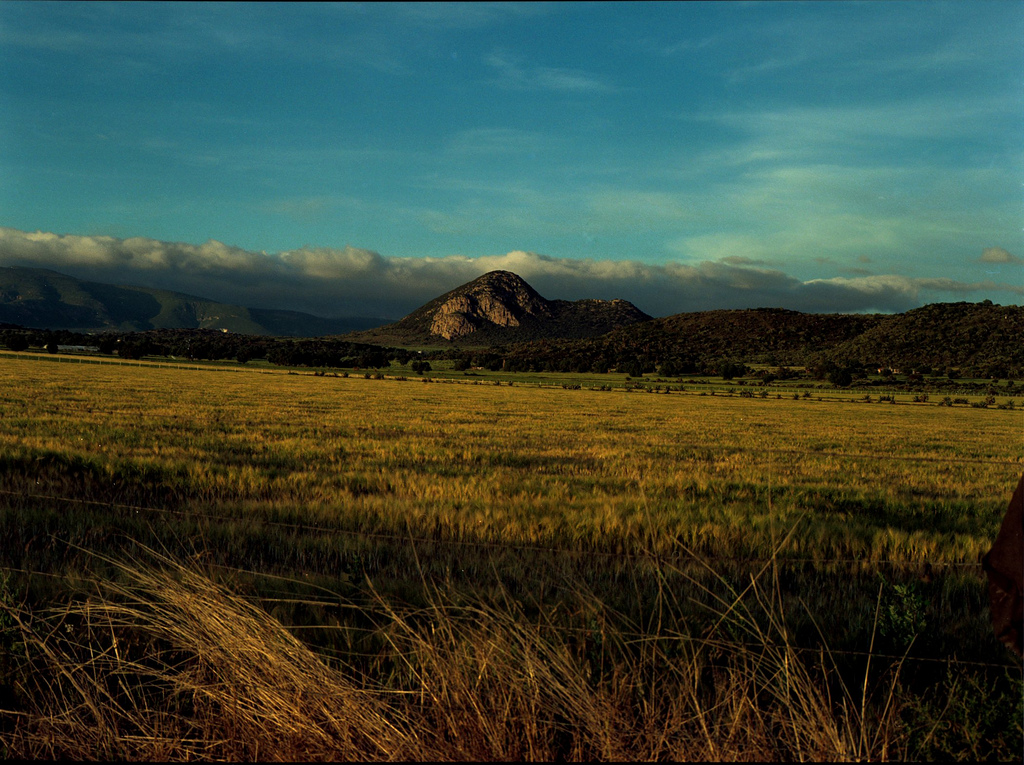
Valle Pachuca-Tizayuca, entre los límites municipales de Pachuca y Mineral de la Reforma.

El municipio está conformado fisiográficamente por evidentes contrastes. Al norte y este podemos encontrar zonas montañosas, así como lomeríos en la parte noroeste-suroeste y llanuras que se extienden desde la porción central hacia el sur del municipio.
Predominan las pendientes planas (0% al 2%) y se extienden de la porción sur hacia la parte central en una franja transversal, a su vez en el mismo rango en la porción poniente del municipio se encuentra nuevamente una llanura que se extiende del Cerro del Judío hacia la localidad de Colonia Santa Gertrudis. Dentro del rango 2% al 5% se localizan pendientes con muy poca inclinación, ubicadas en los ejidos de Santiago Tlapacoya.
Con un 11% del territorio municipal', encontramos con moderadas inclinaciones que corresponden a rangos de 5 al 15% las superficies de lomeríos ubicadas al suroeste, localizándose principalmente en los alrededores de las localidades: Santiago Tlapacoya, Huixmí, Colonia Santa Gertrudis, San Pedro Nopancalco. También encontramos los rangos clasificados de 15% a 30% con inclinaciones fuertes ubicadas en la zona de lomeríos; prácticamente cubre una extensión territorial que significa el 9% del área del municipio.
Con pendientes severas encontramos los rangos de 30% al 45%, ubicadas principalmente en la Sierra de Pachuca cubriendo prácticamente las localidades de San Miguel Cerezo y Barrio la Camelia. Este rango representa el 14,9% del territorio. Por último se presentan rangos mayores a 45% ubicándose principalmente en cerros y peñas con inclinaciones agresivas, representando el 7,97% del territorio municipal.

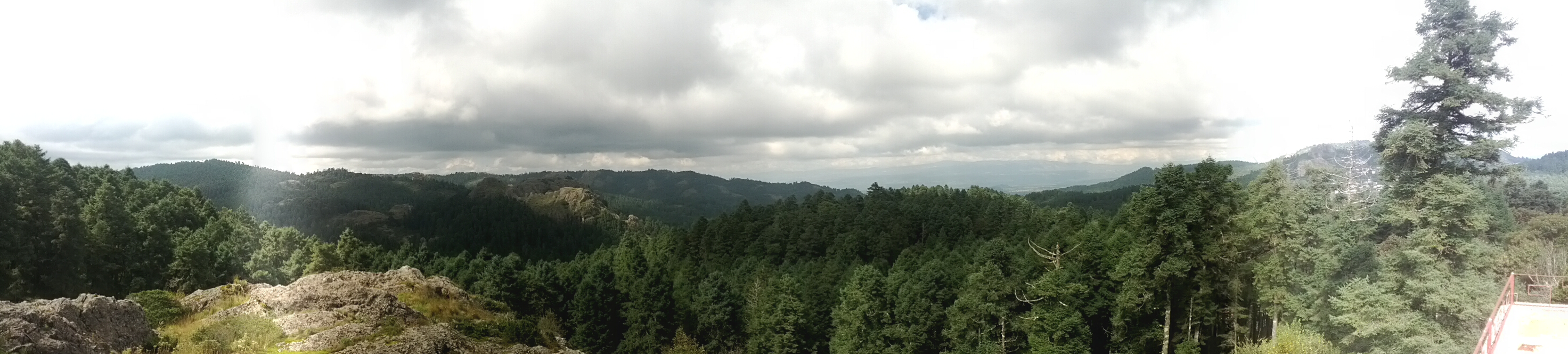
Sierra de Pachuca donde se encuentra el Parque nacional El Chico.

### Orografía
Orografícamente entre los cerros que más destacan están el Cerro del Cuixi, siendo una pequeña elevación que se encuentra al noreste de la ciudad, y el Cerro de San Cristóbal, teniendo al sureste el Cerro de Cubitos. En un día despejado es posible ver los volcanes El Popocatépetl y el Iztaccíhuatl desde la ciudad.

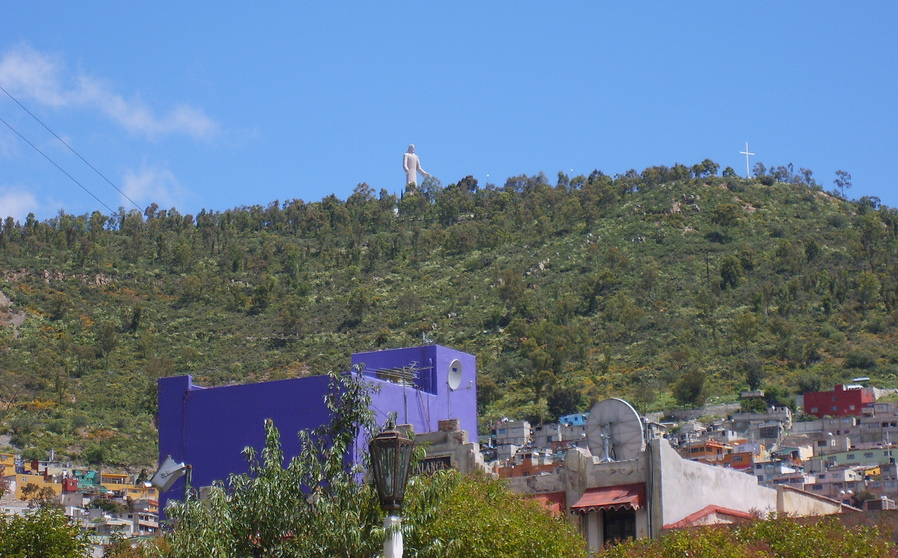
Cerro Santa Apolonia, donde se encuentra una estatua de cristo rey.
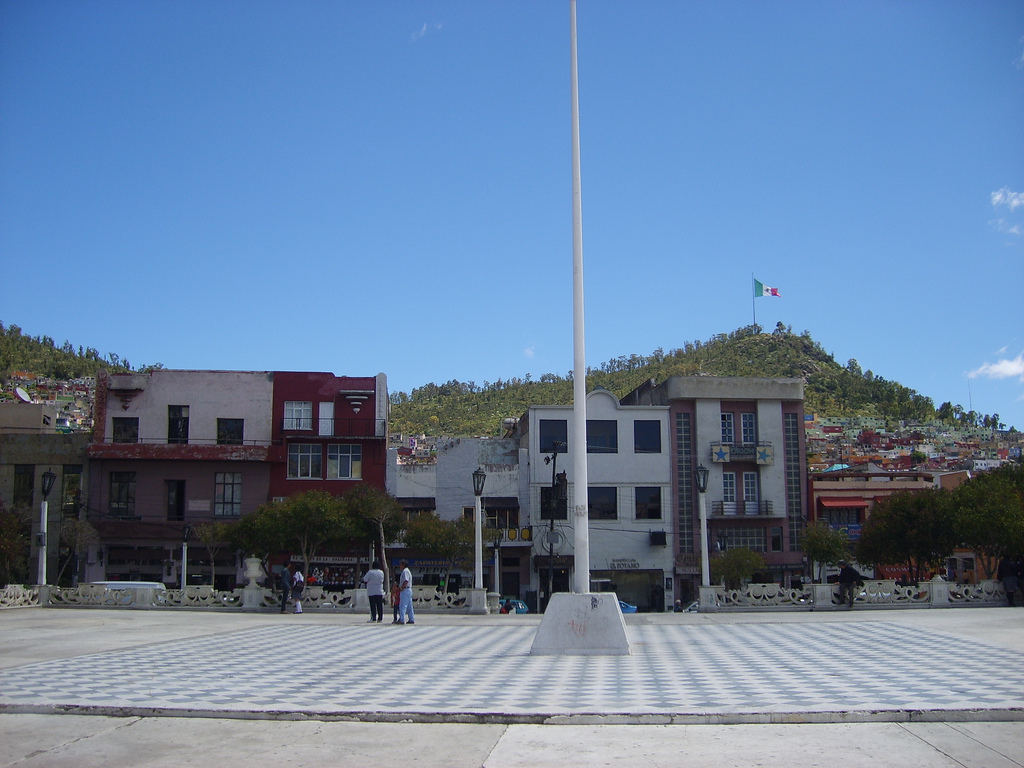
Cerro El Lobo-Las Lajas, donde se encuentra la Bandera Monumental.
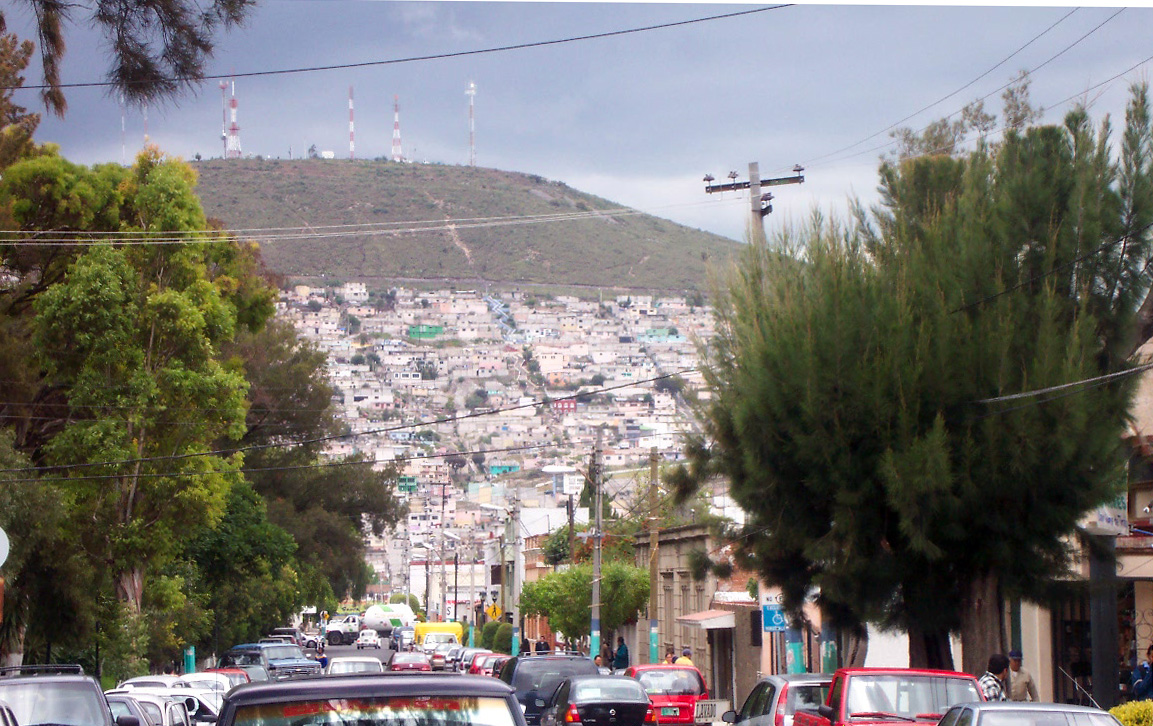
Cerro de Cubitos.
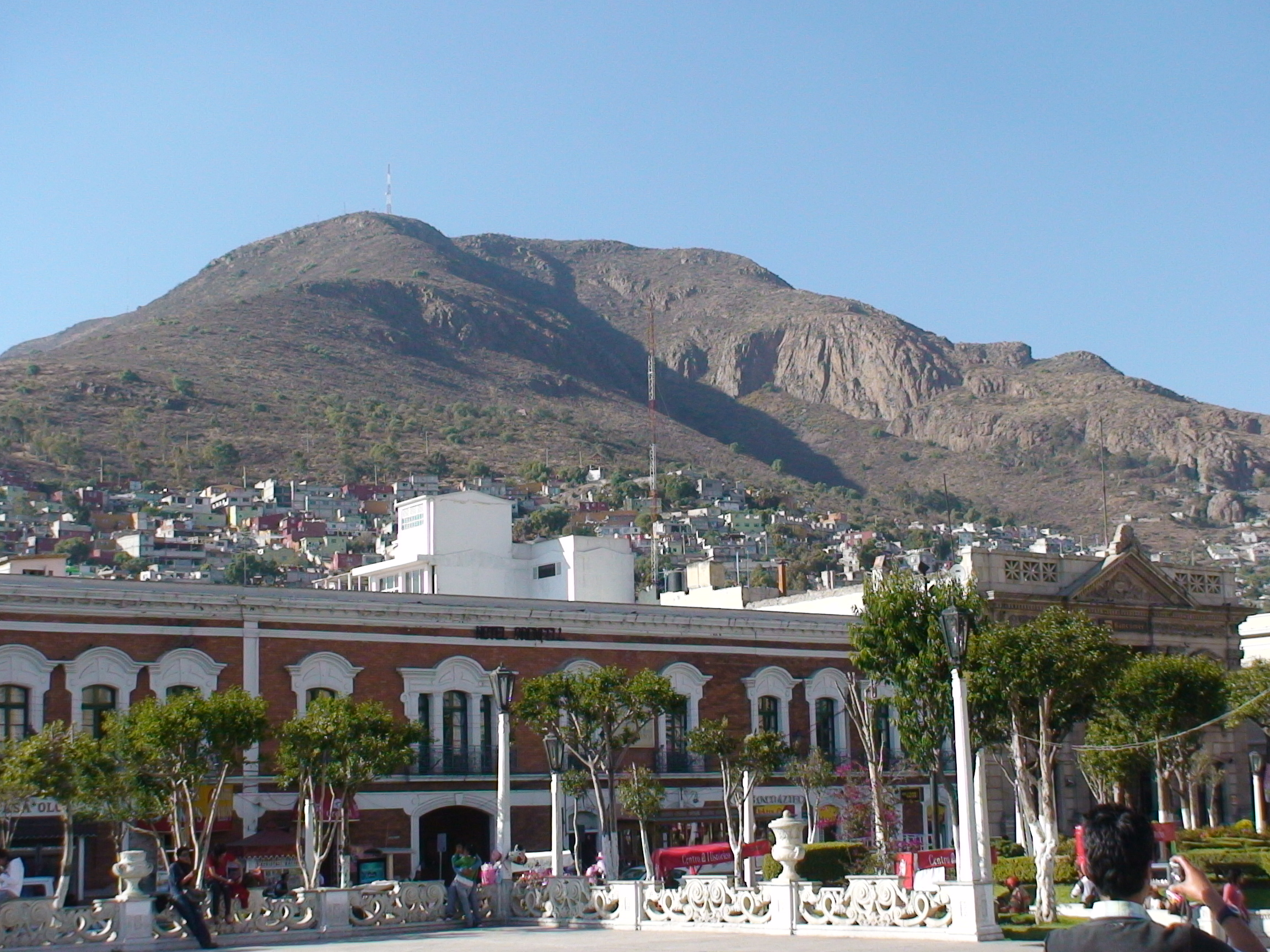
Cerro de San Cristóbal.

## Hidrografía

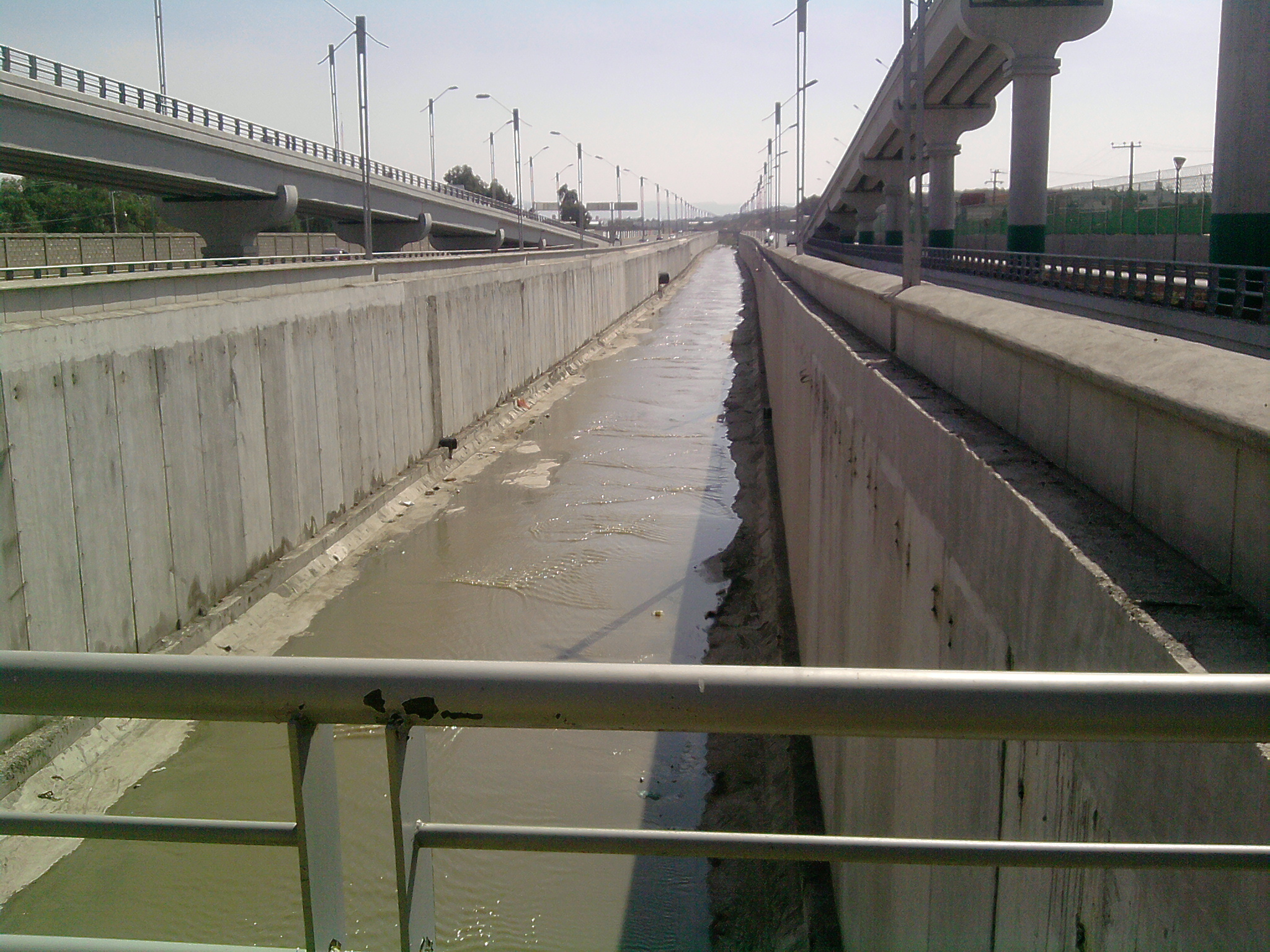
Río de las Avenidas.

En cuanto a hidrografía pertenece a la región hidrológica del Pánuco a la cuenca del río Moctezuma y en cuanto a la subcuenca se distribuye en: río Tezontepec (85.0%), río Actopan (14.0%) y río Amajac (1.0%). Se calcula que la zona hidrológica de Pachuca tiene recursos subterráneos aprovechables por 193,847x106 m³. El municipio cuenta con diez corrientes de agua de las que destacan Derrame de Presa, El Bosque, El Molino, Temascalillos y San Pablo.
Una estimación del balance hidrológico de la región permite observar que parte del volumen de precipitación captado anualmente esta en el orden de los 368,3 millones de m³, de los cuales más del 70% se pierde por evaporación, proceso que para el municipio es de las de mayor nivel de evapotranspiración real. Así, el volumen que puede ser captado en esta región tan solo depende de los niveles de escurrimiento (55,24 millones de m³) y de infiltración (44,20 millones de m³). Tales estimaciones corresponden a las fijadas para la cuenca del río Pánuco, a la cual pertenece esta región.
En general, Pachuca carece de mantos acuáticos y lo más prevaleciente son las corrientes superficiales continuas, debido a que las precipitaciones pluviales son escasas; a pesar de ello, se forman diversos cauces intermitentes que han sido aprovechados para drenar las aguas negras de las localidades, de igual manera se forman algunos cuerpos de agua de menor relevancia, los cuales son utilizados principalmente para actividades recreativas, y en menor grado para abastecimiento de agua potable.

### Río de las Avenidas
El Río de las Avenidas es una enorme zanja o canal natural de eventual uso para contener torrentes en los días de mayor precipitación pluvial y utilizado como colector de los drenes de aguas negras; se origina en la parte norte de la ciudad y desemboca en el Gran Canal del Desagüe. Este río drena anualmente unos cuantos millones de metros cúbicos y tiene como afluentes al Río Papalote, Arroyo Azoyatla y la Arroyo La Palma.
Atraviesa el Municipio de Pachuca de norte a sur, hubo tiempos en que el cauce del río, era formado con las corrientes de la Sierra de Pachuca. En 1971 al cubrirse su cauce entre las calles de Julián Villagrán y Ocampo, se generó espacio para el comercio semifijo; en 1984 el gobernador Guillermo Rossell de la Lama cubre el cauce desde la Hacienda de Loreto, al norte, hasta la Avenida Madero, al sur, con lo que logra establecer una fluida vialidad a fin de desfogar las céntricas calles de Pachuca.  De 2005 a 2007 la última parte del cauce del río que atravesaba la ciudad, fue entubada y se aprovechó la parte superior para trazar una gran avenida vehicular.

## Clima

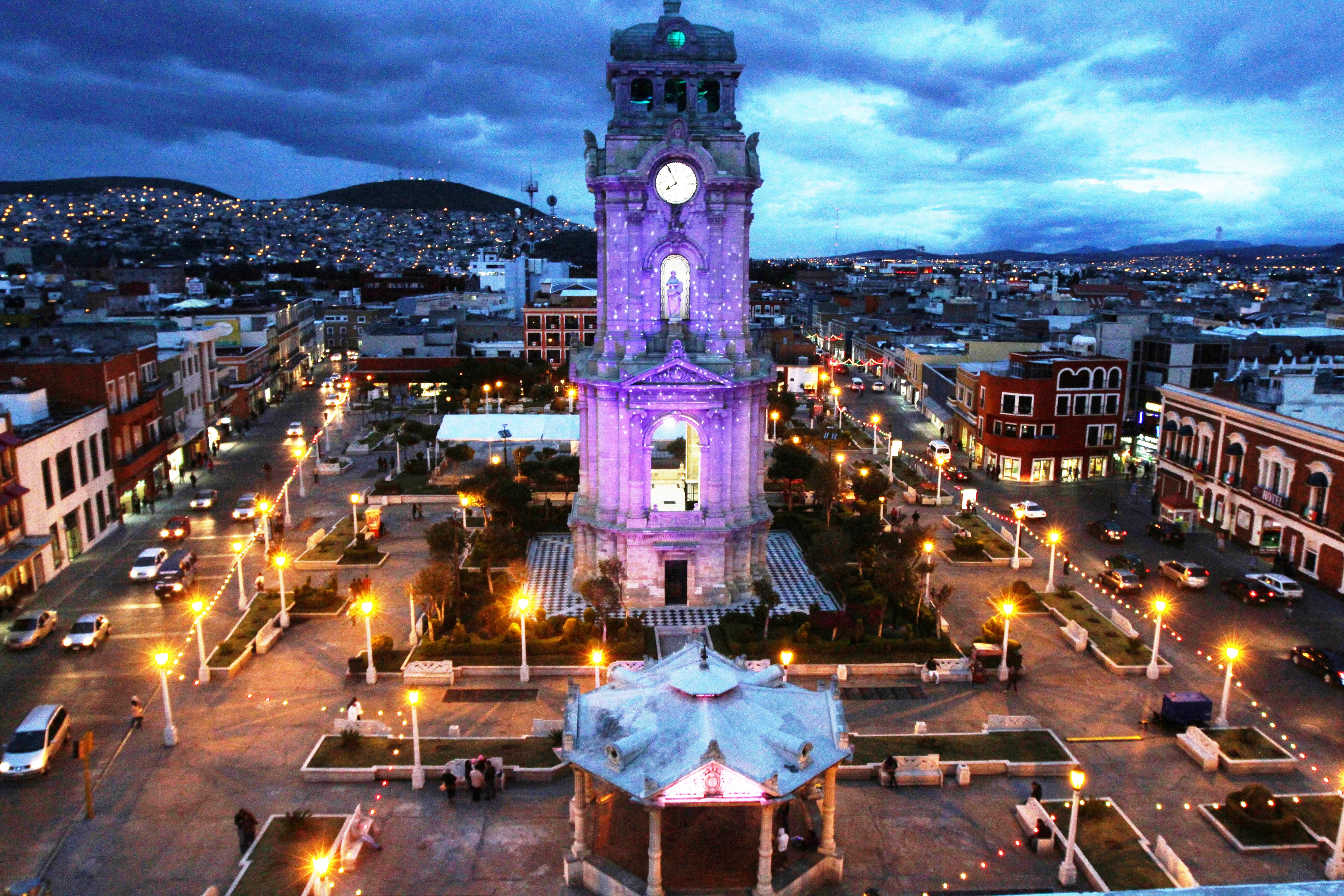
Reloj Monumental de Pachuca en la Plaza Independencia durante la hora azul.

### Temperatura
De acuerdo a la clasificación climática de Köppen presenta un clima BSk - semiárido frío o templado. El clima es frío con fuertes lluvias y granizo ocasional durante los meses de verano y las condiciones secas durante el invierno. Se considera como una ciudad con temperatura templada.
La temperatura promedio es de 14,9 °C; siendo en el mes de mayo la máxima con una temperatura promedio de 17,3 °C, y en diciembre la mínima con una temperatura promedio de 11,7 °C, considerándose una ciudad con temperatura templada. predomina un clima templado frío, con régimen de lluvias en verano, mientras que al sur, en la Sierra de Pachuca y cerca de la población de Mineral del Monte, prevalece el de tipo subhúmedo con lluvias de verano.

### Precipitación
El nivel de precipitación pluvial es de 400 a 800 mm anual en promedio es de 368.3 mm a 513 mm anuales. El periodo lluvioso comprende los meses de mayo a octubre, el tiempo seco comprende los meses de noviembre a abril. Las tormentas eléctricas se observan con mayor intensidad en los meses de junio a octubre.
La ciudad es afectada por frentes fríos y los huracanes y tormentas tropicales que afectan al Golfo de México, debido a su cercanía con éste. El volumen de precipitación captado anualmente se ubica en torno a los 368,3 millones de metros cúbicos, de los cuales más del 70 por ciento se pierde por evaporación. La humedad relativa y la insolación en el área urbana son del 57% y 70% respectivamente y se señala una humedad relativa media anual del 62%, lo que propicia elevados niveles de evaporación.

### Heladas

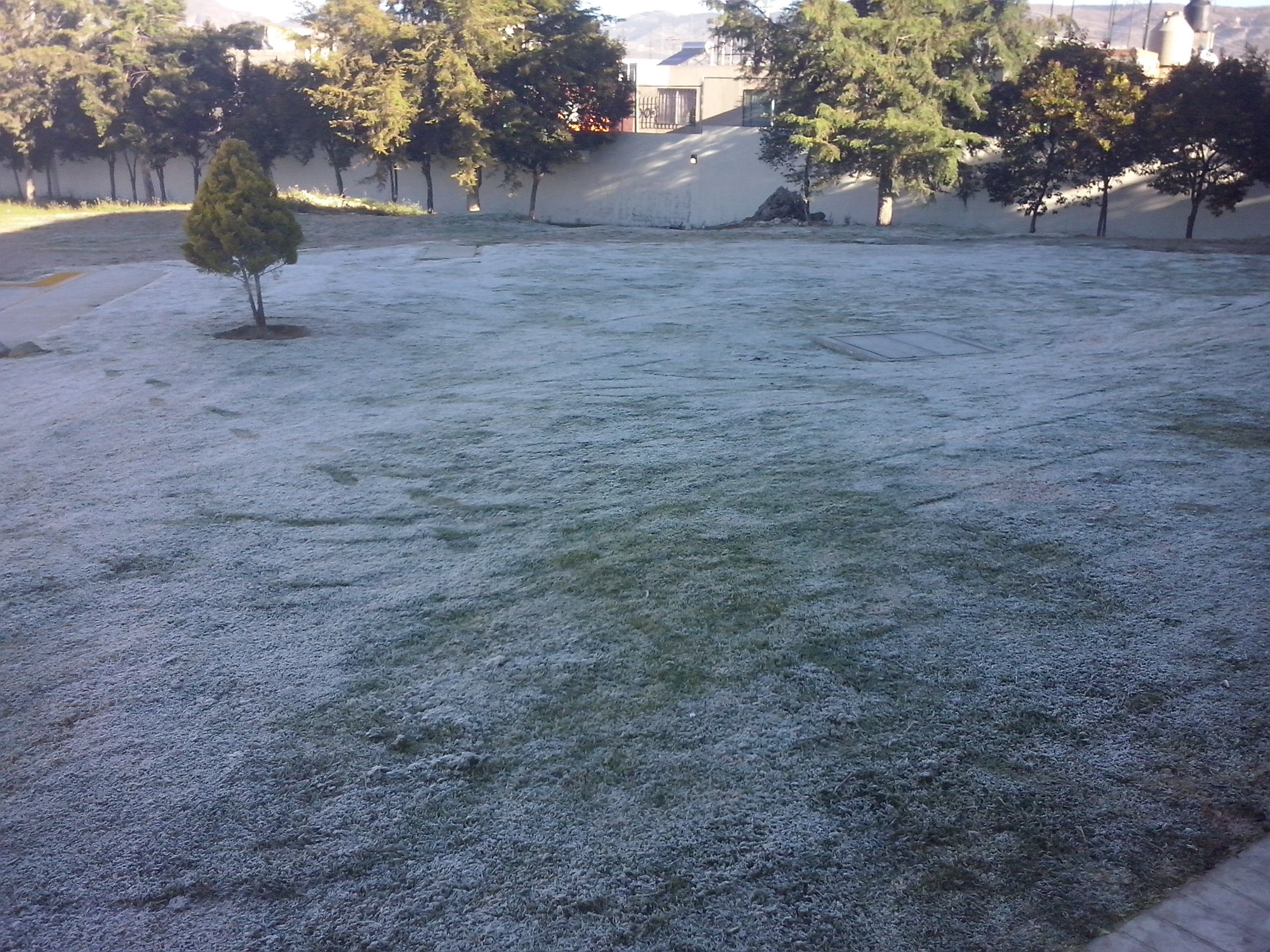
Imagen de una helada en Pachuca y Mineral de la Reforma, el 26 de noviembre de 2014.

Las heladas se presentan en rangos de 40 a 70 días al año, principalmente durante los meses de diciembre y enero. Debido a sus características geografías las nevadas son muy poco frecuentes en el estado de Hidalgo, sin embargo, en algunas zonas montañosas se han registrado nevadas, caída de aguanieve, así como heladas en diversos años. Pachuca de Soto es uno de los municipios donde se han presentado estos fenómenos meteorológicos y los municipios colindantes de Mineral de la Reforma, Real del Monte y Mineral del Chico.
El 24 de enero de 1906 se reporta una gran nevada en Pachuca, esta es la última nevada registrada en la ciudad. El termómetro registró una temperatura a la sombra de -5 °C. al mediodía y -2 °C. a la intemperie; por la noche el termómetro llegó a establecer -15 °C. Estos datos fueron medidos por el observatorio meteorológico que se localiza en el edificio central de la UAEH.
En Real del Monte se registró la última nevada el 3 de enero del 2008; con temperaturas que llegaron hasta los -5 °C, condiciones que afectaron a la ciudad. El 2 de marzo de 2013, se registró una temperatura de -3.5 °C; en Pachuca, Mineral de la Reforma y Real del Monte se registró caída de agua nieve.

### Viento
Durante gran parte del año, la ciudad es escenario de fuertes vientos provenientes del noreste. Los vientos son dominantes durante 8 o 9 meses del año, la dirección de los vientos es de norte a sur y de noreste a suroeste con una velocidad promedio de 22 a 24 m/s; teniendo una velocidad extrema de 60 a 75 kilómetros por hora, de ahí el sobrenombre de “La Bella Airosa”.
En esta zona debido a la topografía los tornados son poco comunes pero la fuerza del viento, hace comunes los remolinos de polvo. El 8 de julio de 2014, un torbellino se formó en los límites municipales de Pachuca con Mineral de la Reforma, el cual no originó daños en la zona.

### Parámetros climáticos
| Parámetros climáticos promedio de Pachuca     | Parámetros climáticos promedio de Pachuca | Parámetros climáticos promedio de Pachuca | Parámetros climáticos promedio de Pachuca | Parámetros climáticos promedio de Pachuca | Parámetros climáticos promedio de Pachuca | Parámetros climáticos promedio de Pachuca | Parámetros climáticos promedio de Pachuca | Parámetros climáticos promedio de Pachuca | Parámetros climáticos promedio de Pachuca | Parámetros climáticos promedio de Pachuca | Parámetros climáticos promedio de Pachuca | Parámetros climáticos promedio de Pachuca | Parámetros climáticos promedio de Pachuca |
| Mes                                           | Ene.                                      | Feb.                                      | Mar.                                      | Abr.                                      | May.                                      | Jun.                                      | Jul.                                      | Ago.                                      | Sep.                                      | Oct.                                      | Nov.                                      | Dic.                                      | Anual                                     |
| --------------------------------------------- | ----------------------------------------- | ----------------------------------------- | ----------------------------------------- | ----------------------------------------- | ----------------------------------------- | ----------------------------------------- | ----------------------------------------- | ----------------------------------------- | ----------------------------------------- | ----------------------------------------- | ----------------------------------------- | ----------------------------------------- | ----------------------------------------- |
| Temp. máx. abs. (°C)                          | 35.0                                      | 29.0                                      | 28.4                                      | 40.0                                      | 32.0                                      | 33.0                                      | 27.0                                      | 27.0                                      | 27.0                                      | 27.0                                      | 26.0                                      | 26.0                                      | 40.0                                      |
| Temp. máx. media (°C)                         | 19.8                                      | 20.7                                      | 23.0                                      | 24.6                                      | 24.1                                      | 22.0                                      | 20.7                                      | 20.8                                      | 20.5                                      | 20.4                                      | 20.0                                      | 19.7                                      | 21.4                                      |
| Temp. media (°C)                              | 11.3                                      | 12.1                                      | 14.3                                      | 16.2                                      | 16.6                                      | 15.7                                      | 15.0                                      | 14.8                                      | 14.5                                      | 13.6                                      | 12.1                                      | 11.6                                      | 14.0                                      |
| Temp. mín. media (°C)                         | 2.8                                       | 3.4                                       | 5.6                                       | 7.8                                       | 9.2                                       | 9.4                                       | 9.2                                       | 8.8                                       | 8.4                                       | 6.9                                       | 4.2                                       | 3.5                                       | 6.6                                       |
| Temp. mín. abs. (°C)                          | -9                                        | -6.0                                      | -7.0                                      | -2.0                                      | 1.0                                       | 0                                         | 2.0                                       | 3.0                                       | -2.0                                      | -3.0                                      | -6.0                                      | -7.0                                      | -9.0                                      |
| Precipitación total (mm)                      | 8.7                                       | 8.4                                       | 13.6                                      | 32.9                                      | 58.3                                      | 70.0                                      | 69.7                                      | 49.3                                      | 58.3                                      | 24.8                                      | 11.3                                      | 6.6                                       | 411.9                                     |
| Días de precipitaciones (≥ 0.1)               | 1.5                                       | 1.4                                       | 2.2                                       | 3.3                                       | 6.5                                       | 5.6                                       | 5.5                                       | 3.8                                       | 6.2                                       | 2.8                                       | 1.6                                       | 1.6                                       | 42                                        |
| Días de lluvias (≥ 0.1)                       | 2.6                                       | 2.6                                       | 3.3                                       | 7.1                                       | 9.5                                       | 11.9                                      | 12.6                                      | 9.7                                       | 10.2                                      | 5.5                                       | 3.4                                       | 1.9                                       | 80.3                                      |
| Horas de sol                                  | 245.6                                     | 233.7                                     | 244.9                                     | 223.8                                     | 247.1                                     | 206.7                                     | 210.0                                     | 222.7                                     | 179.2                                     | 223.5                                     | 230.3                                     | 226.7                                     | 2694.2                                    |
| Humedad relativa (%)                          | 57                                        | 53                                        | 50                                        | 52                                        | 58                                        | 68                                        | 72                                        | 72                                        | 74                                        | 69                                        | 63                                        | 61                                        | 62                                        |
| Fuente: Servicio Meteorológico Nacional. 2015 |                                           |                                           |                                           |                                           |                                           |                                           |                                           |                                           |                                           |                                           |                                           |                                           |                                           |

## Ecología

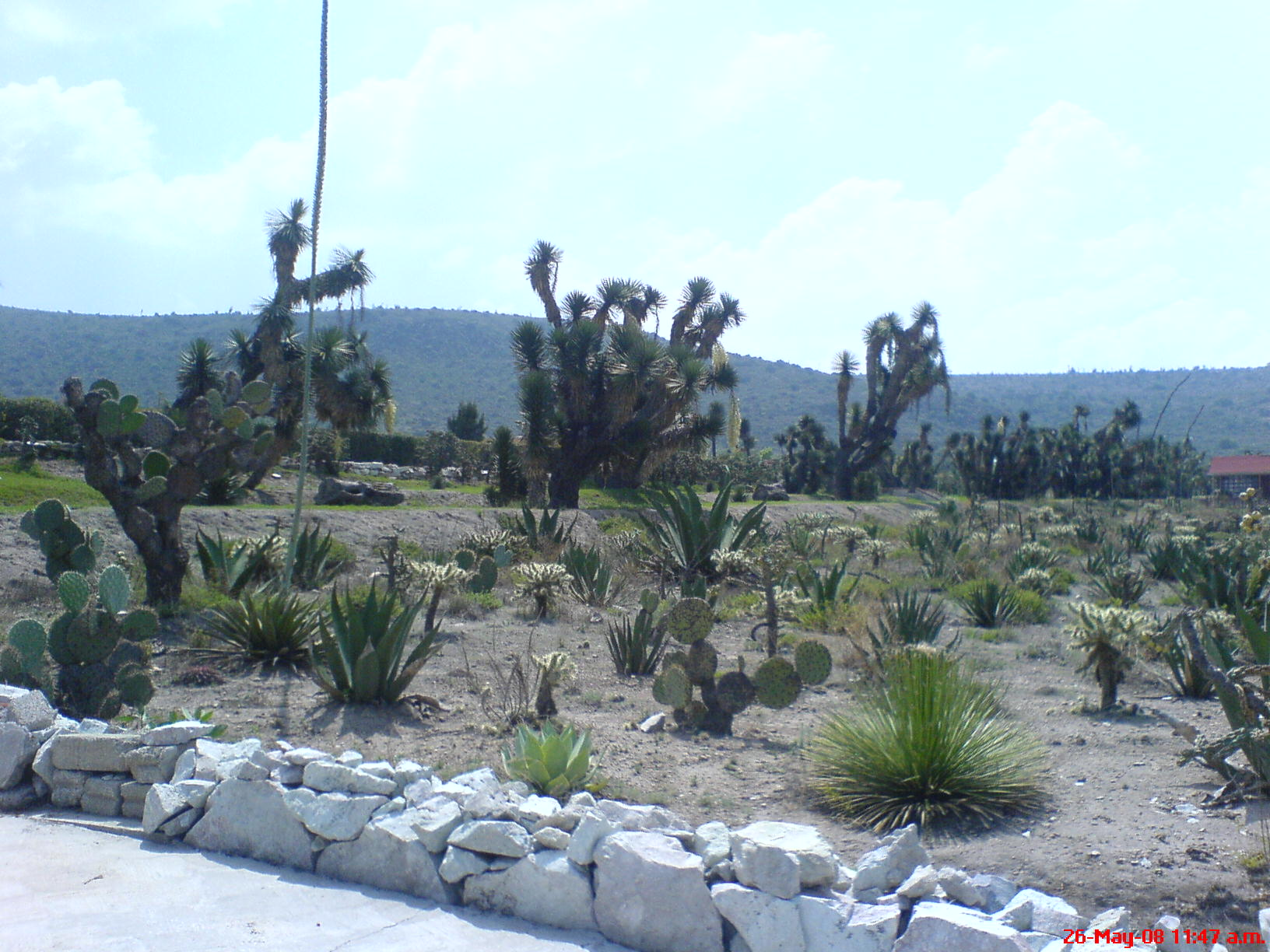
Plantas cactáceas del Parque Ecológico Cubitos.

### Flora y fauna
Debido al crecimiento urbano que ha sufrido Pachuca en los últimos 20 años, la diversidad de fauna y flora se ha visto afectada seriamente, los pastizales y los bosques del municipio prácticamente han desaparecido. Dentro del municipio se encuentran por lo menos ocho tipos de vegetación, sin considerar las variantes de las comunidades florísticas o las asociaciones que se establecen entre sí. Los tipos presentes dentro del territorio municipal constan de: agricultura de temporal, matorral, bosque, pastizal y chaparral.
En cuanto a la flora; alrededor de la ciudad solo se puede encontrar nopales, huizaches, magueyes, biznagas, encinos, oyameles y trigueños. En cuanto a la fauna está compuesta por ardillas, tuzas, ratones de campo, armadillos y zopilote además de diversas especies de aves.
| Flora y fauna de Pachuca de Soto |          |                |          |                   |
|                                  |          |                |          |                   |
| Nopal                            | Huizache | Maguey         | Encino   | Oyamel            |
|                                  |          |                |          |                   |
| Tuza                             | Ardilla  | Ratón de campo | zopilote | Pájaro carpintero |

### Contaminación

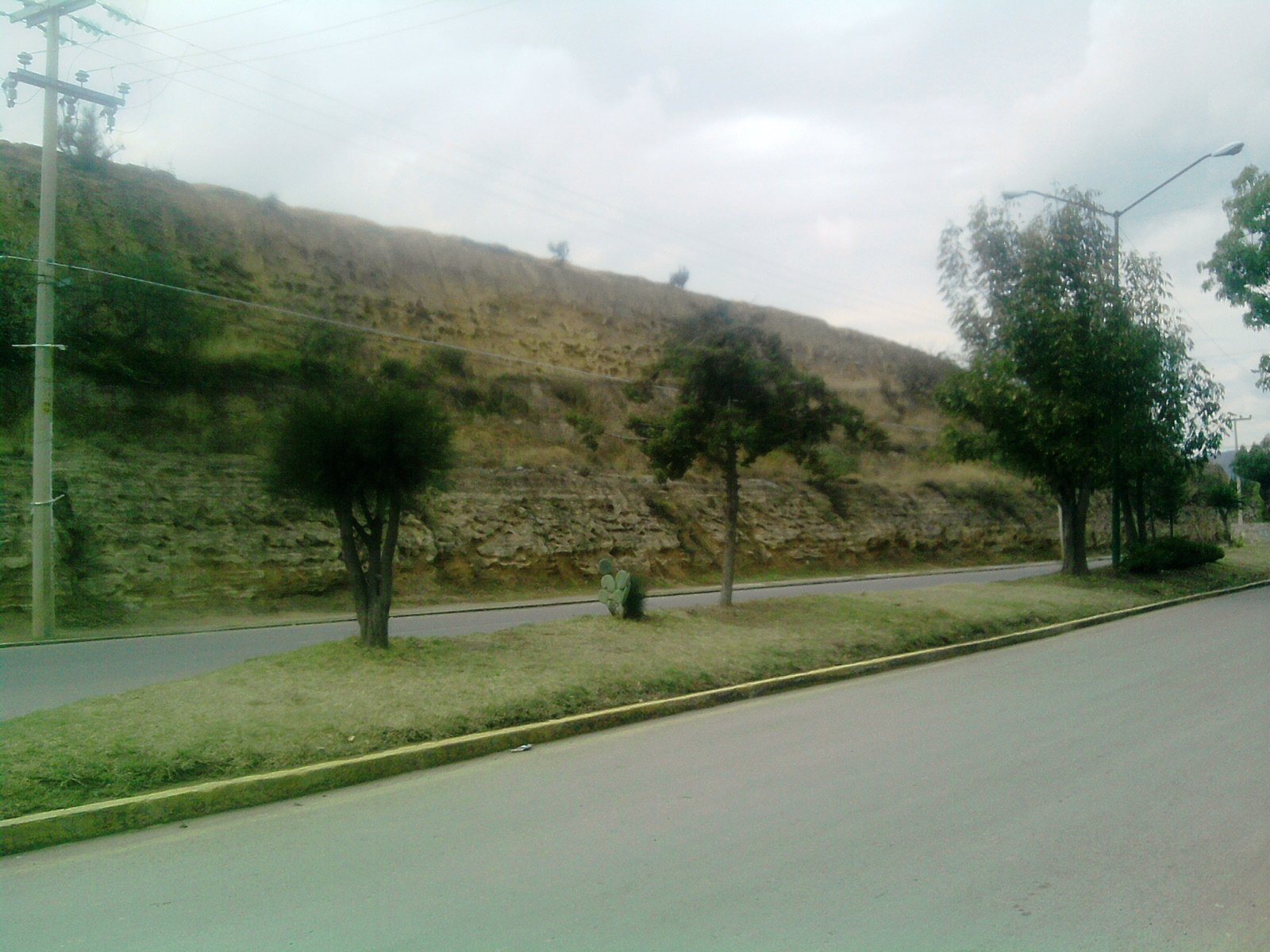
A los lodos y residuos minerales de la actividad minera se les conoce como jales. Imagen de los jales de Mineral de la Reforma, a unos pasos del CEUNI.

La explotación de los fundos mineros de Pachuca y Real del Monte generó durante 500 años más de ochenta millones de toneladas de lodos conocidos como jales. Estos están diseminados de manera inmediata a la mancha urbana, la presencia de metales pesados como el mercurio y el cobre reflejan la posible infiltración hacia los mantos acuíferos originando su contaminación y generan en algunas zonas el arrastre de partículas por medio del viento. Se ubican dos grandes extensiones de jales: una que está detrás de la Plaza Gran Patio, a un costado del Bulevar Nuevo Hidalgo y la otra que está en Mineral de la Reforma, a unos pasos del CEUNI. En estas zonas se construyeron viviendas, centros comerciales, la terminal de autobuses, la central de abasto y el Estadio Hidalgo.
En el Río de las Avenidas se cuenta con la existencia de un elevado grado de contaminación, ya que se encuentra conectado con los canales generados por descargas de tipo industrial y aguas negras de los asentamientos ubicados en los márgenes de los mismos.
La ciudad de Pachuca se mantiene por los 70 puntos del Índice Metropolitano de la Calidad del Aire (IMECAS). Aunque las mediciones respecto a la calidad del aire que se respira en la zona metropolitana de Pachuca, varían debido a que los movimientos de los vientos no permiten mediciones exactas. Uno de los mayores problemas de contaminación ambiental en la ciudad lo constituye el abundante polvo. La cantidad de partículas suspendidas, son provenientes de los jales mineros, así como de los cerros que rodean a la ciudad.
Por las mañanas una densa capa de smog se puede observar sobre la ciudad, particularmente entre semana. Las cargas contaminantes que se llegan a observar en algunas zonas se dispersan por la velocidad y dirección de los vientos característicos de Pachuca, a lo que contribuye la radiación solar. Asimismo, los cerros de Santa Polonia, San Cristóbal y El Lobo tienen tal disposición geográfica que permiten darle dirección a los vientos para evitar la concentración de gases.

## Áreas verdes

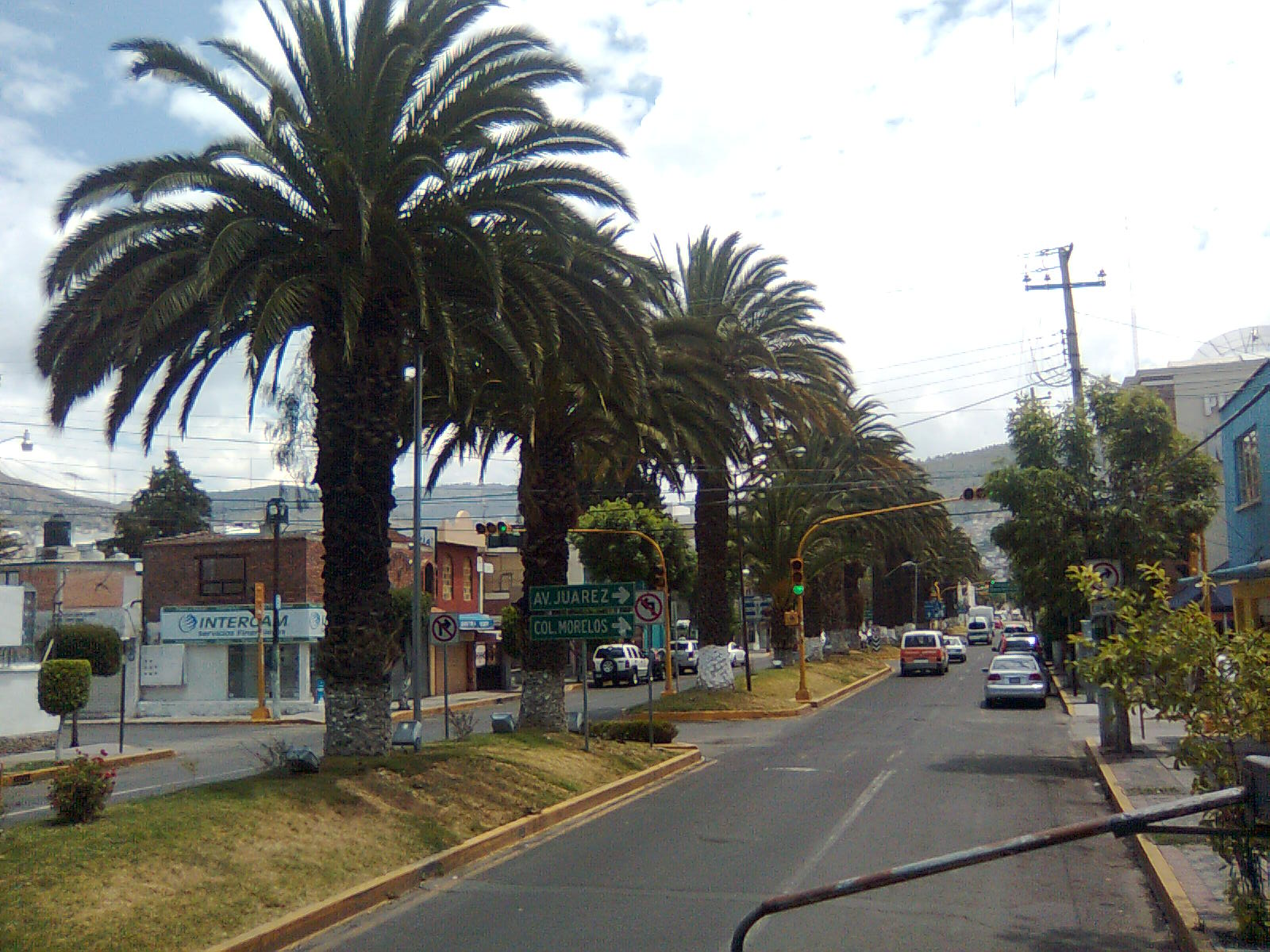
Camellón de la Av. Revolución, conocido por estar compuesto por palmeras.

En Pachuca las zonas verdes; están en cinco parques con 26 315 m², siete áreas verdes con 11 854 m², once jardines con 41 666 m², veintidós camellones con 83 624 m², cinco glorietas con 1320 m² y doce bulevares con 266 118 m². Entre las principales zonas verdes de la ciudad se encuentran:
- El Parque Hidalgo; en 1885 se inaugura con el nombre de “Parque Porfirio Díaz”, el 14 de junio de 1911 cambia el nombre por el de “Parque Hidalgo”.[53][54] Es un lugar con áreas verdes, canchas de juego, un quiosco (que es atípico al ser cuadrado), una fuente, varios bustos, una fuente y un enorme reloj de sol, cuya carátula está tapizada por infinidad de flores.[4] En los años treinta del siglo XX existía un pequeño lago en el parque, donde se podía gozar de tranquilos paseos en lancha, no obstante, la desecación de ese cuerpo de agua –situación inevitable– originó más áreas verdes y árboles al parque.[4]

- Jardín del Maestro . En la década de los noventa funcionaba como cine-auditorio propiedad del Gobierno del Estado. Después de su demolición, causada por debilidades estructurales, se acondicionaron áreas de pasto, juegos infantiles y una explanada que sirve lo mismo como zona de juegos.[4] Hoy es denominado Plaza Metropolitana del Bicentenario.[55]

Áreas verdes de Pachuca de Soto
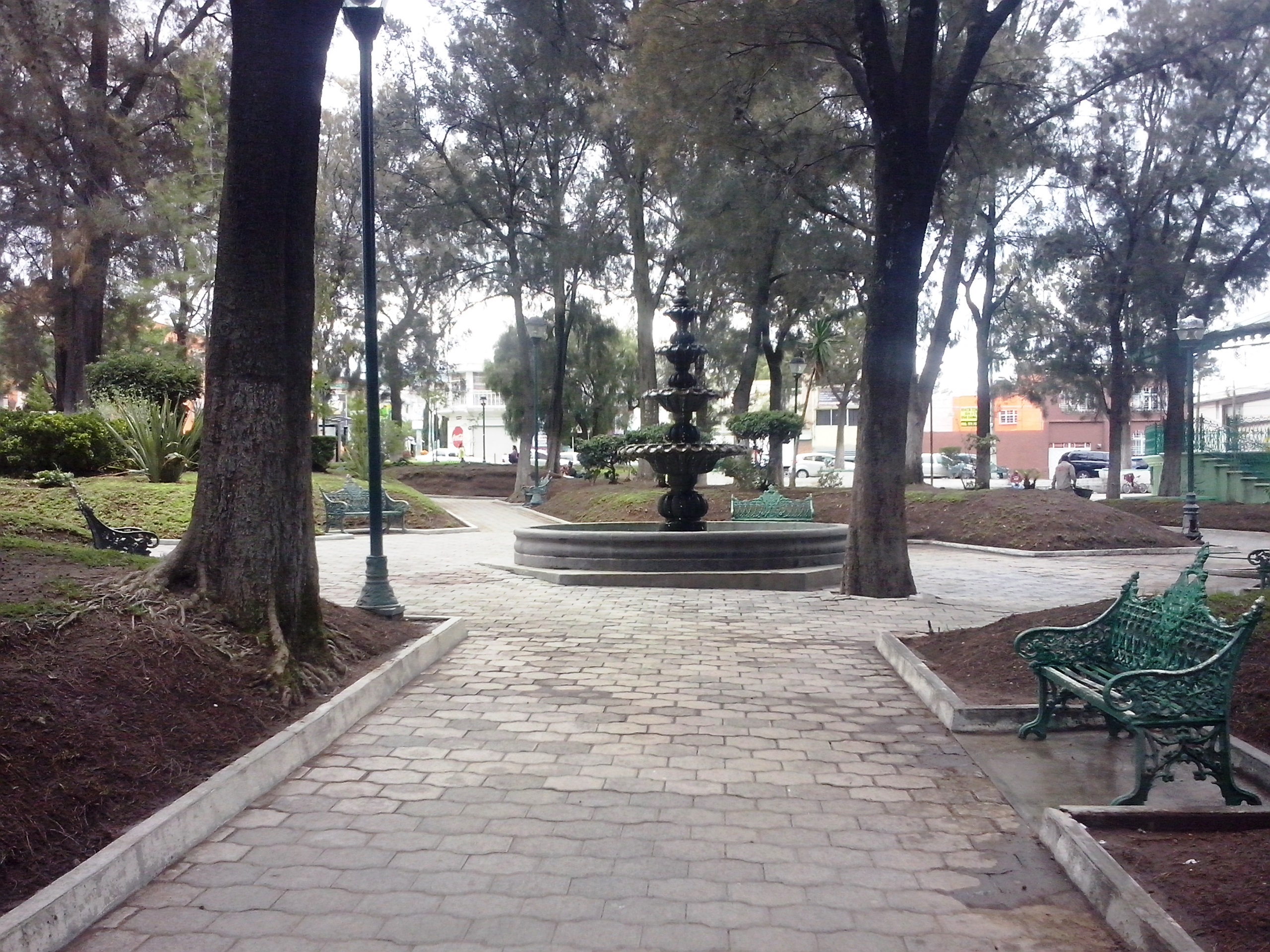
Parque Pasteur
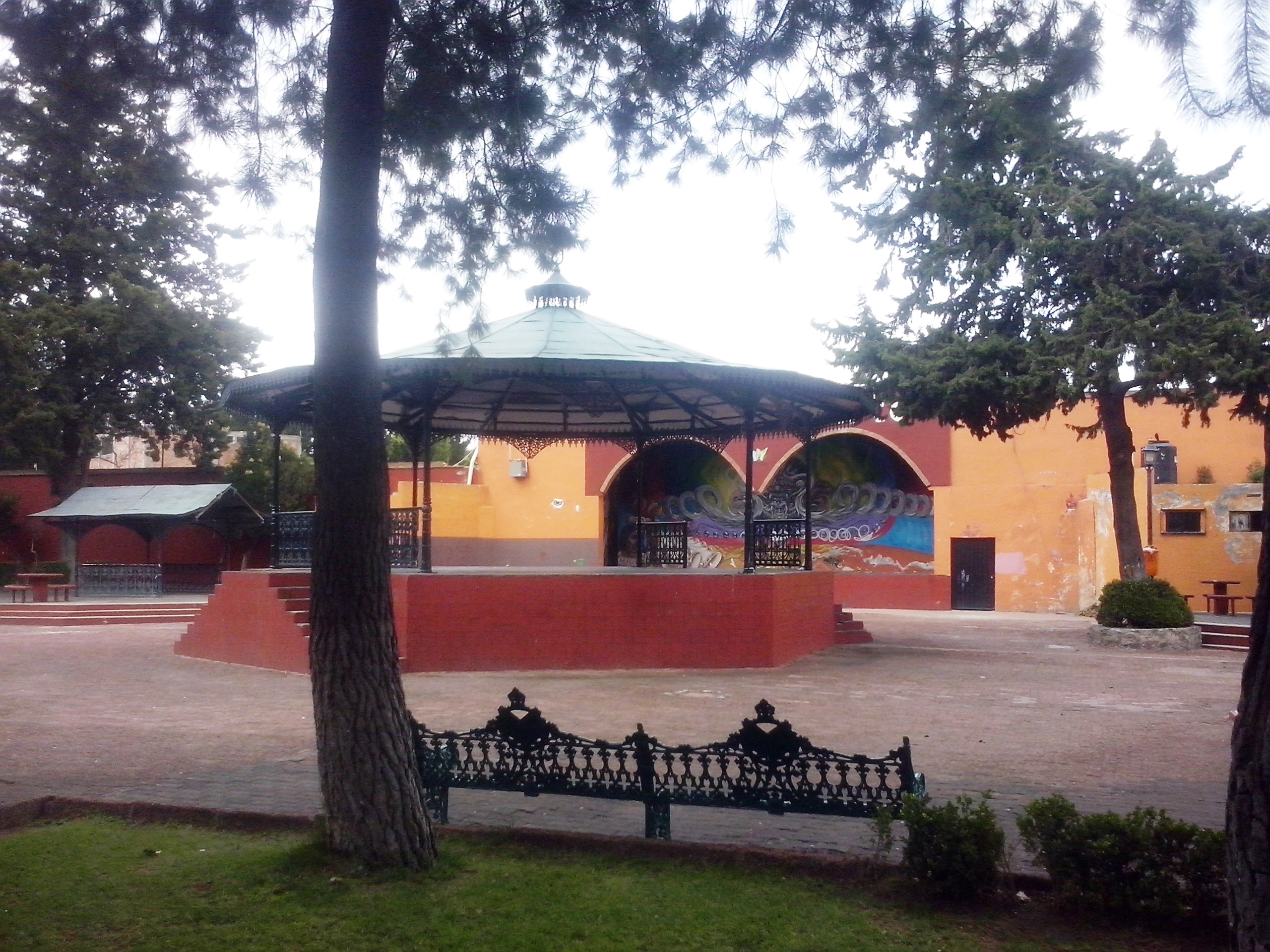
Jardín de Arte
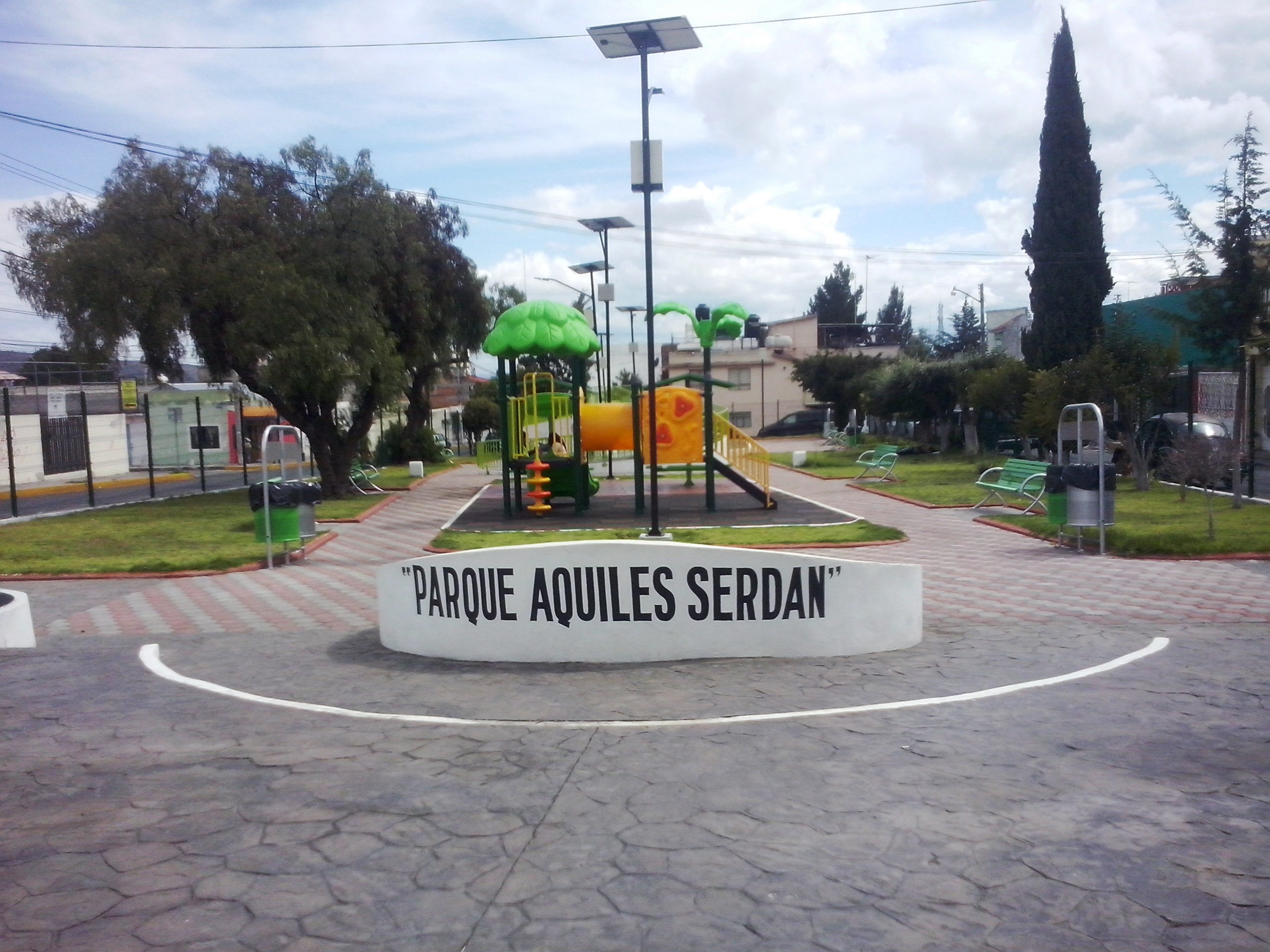
Parque Aquiles Serdán
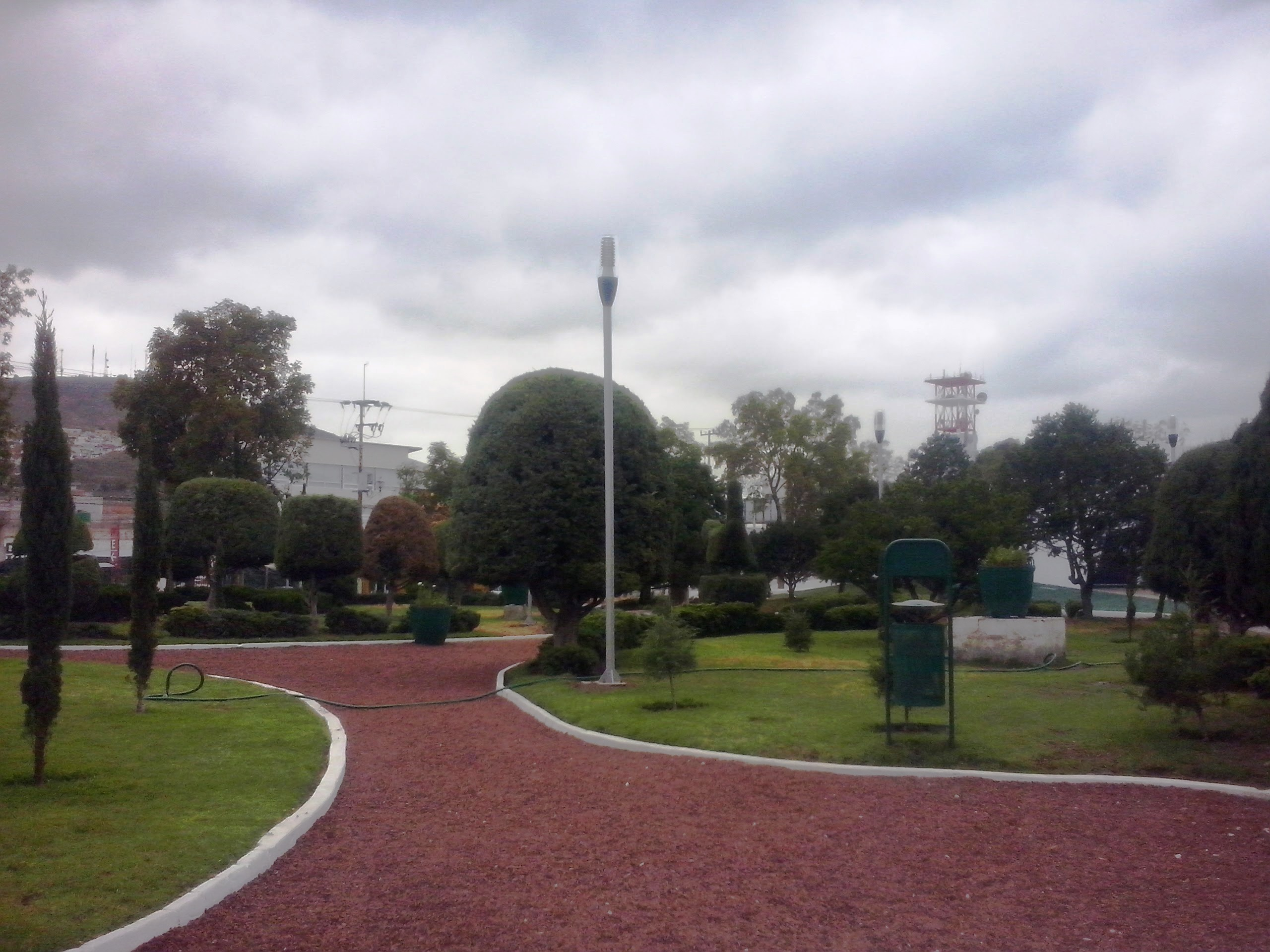
Jardín del Maestro
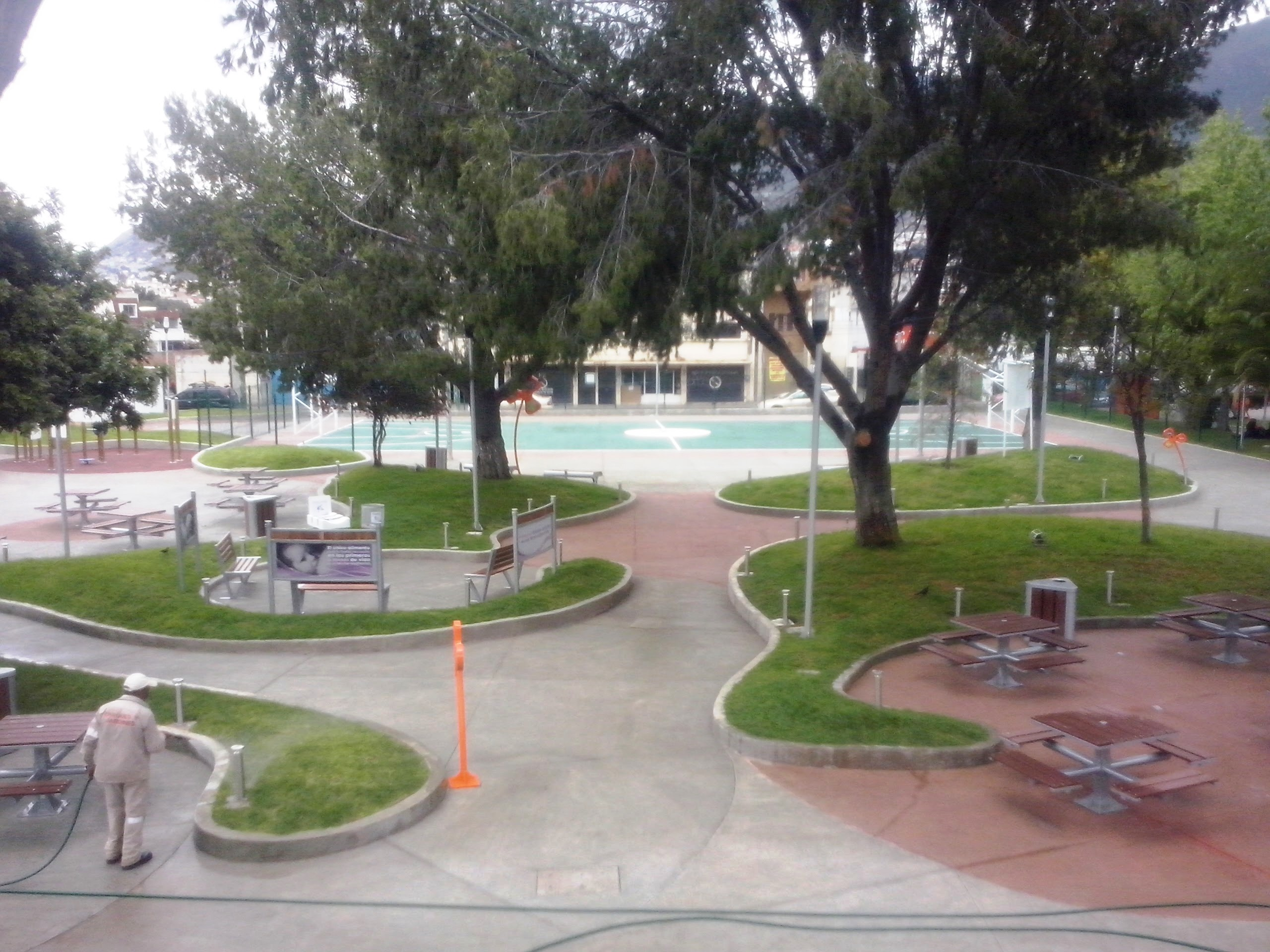
Parque de la Familia
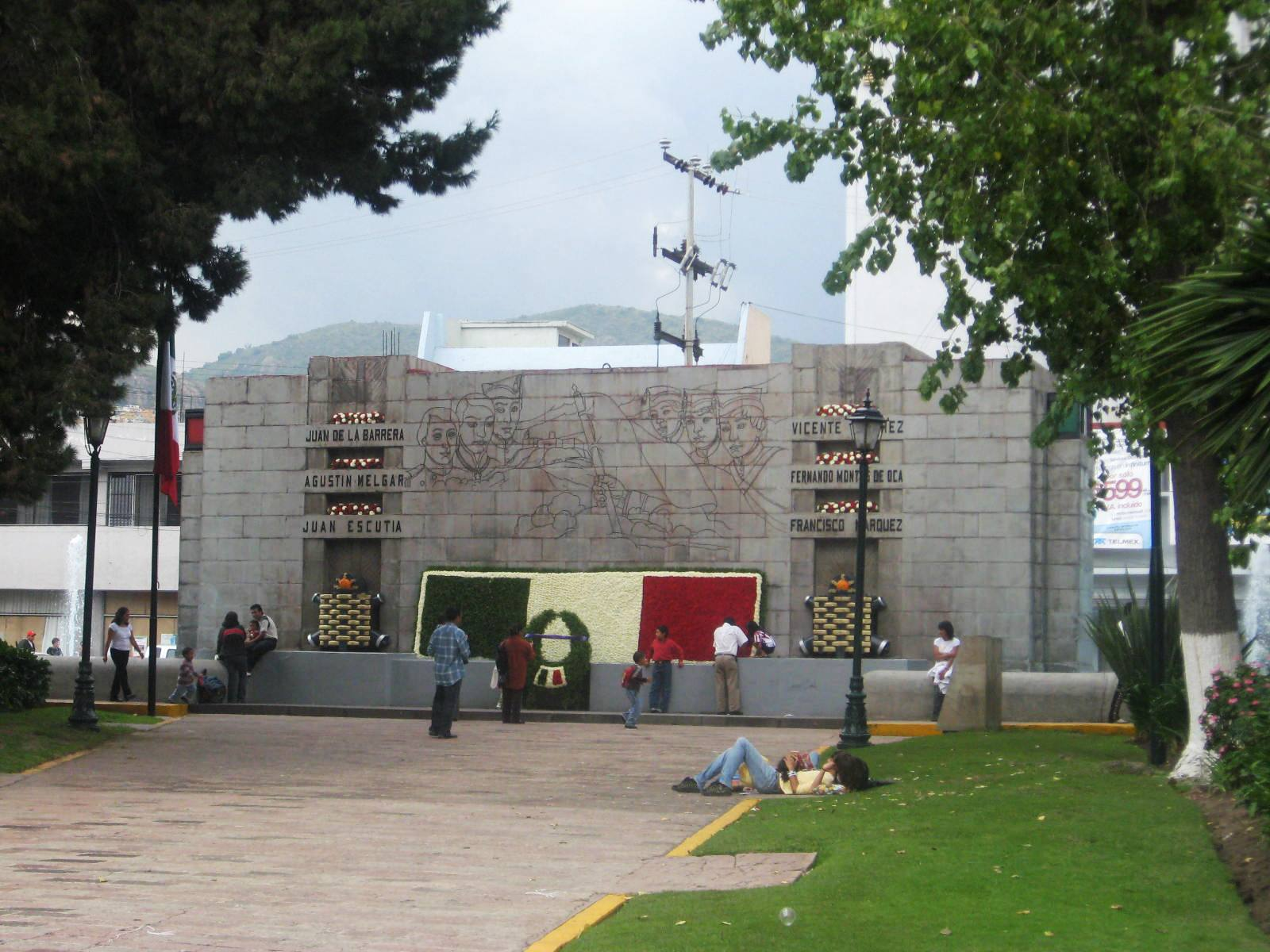
Jardín de los Niños Héroes
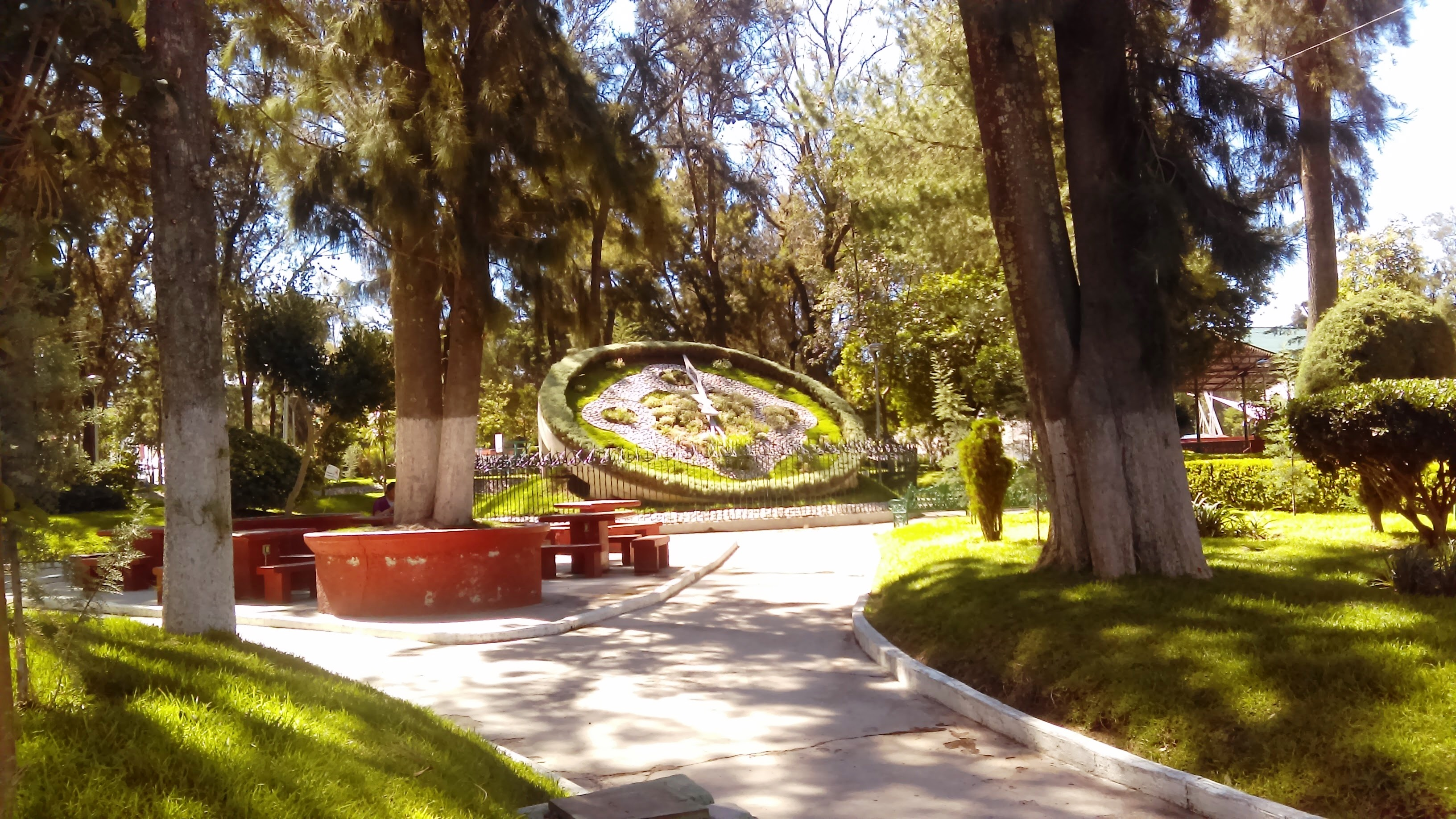
Parque Hidalgo
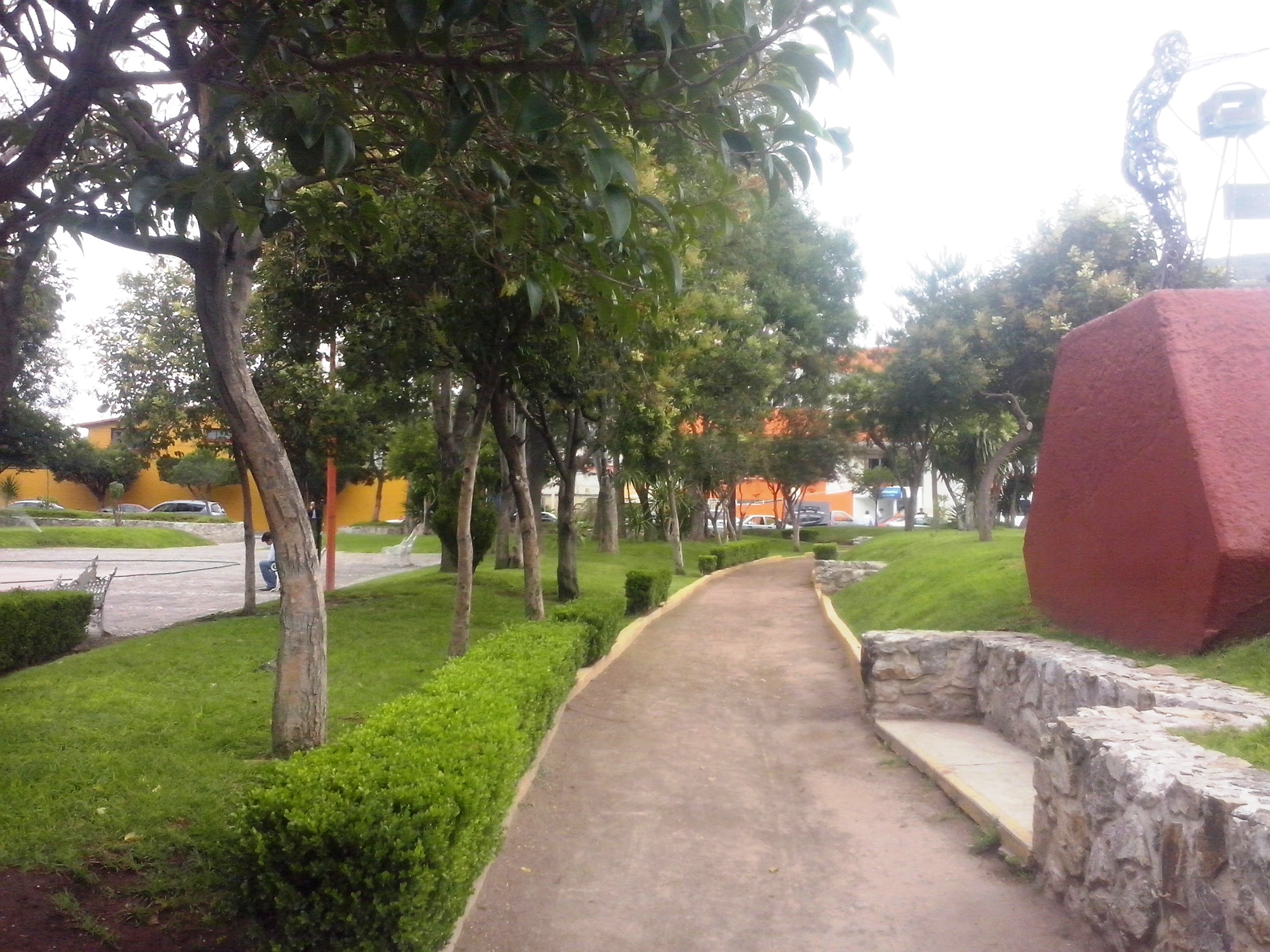
Jardín Libertad de Expresión
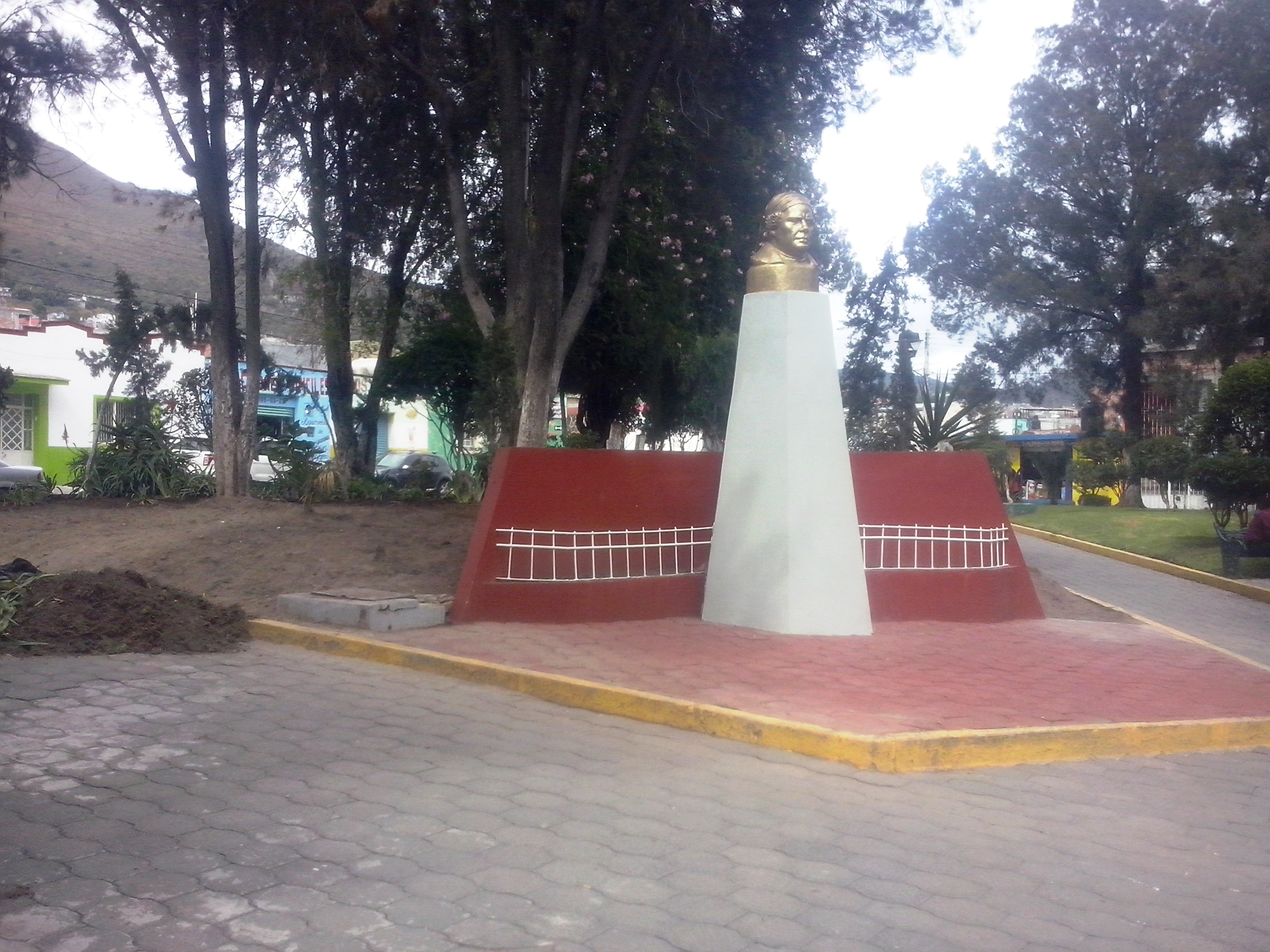
Jardín Morelos

### Zonas protegidas
La ciudad cuenta con las siguientes áreas naturales protegidas:
- Parque Ecológico Cubitos fue decretado parque estatal el 30 de diciembre de 2002, en una superficie total de 132 ha.[6] Está dividida en tres zonas: de recuperación, de uso restringido y de uso intensivo; las dos primeras corresponden a la reserva ecológica del parque y la última está compuesta por una Casa Ecológica, un Museo Natural, un Tuzuario, serpentario, acuario, un jardín botánico, un laberinto, un bosquete, 17 viveros, una tirolesa de 200 metros, un área de eco juegos, y por último el Centro de Información y Documentación del Medio Ambiente (CIDMA).[56]

- Zona de Preservación Ecológica Cerro del Lobo de las fracciones denominadas “Las Lajas” o “Cerro del Lobo”, ubicadas en las inmediaciones del cerro del Lobo y cerro de la Apolonia.[57] Fue decretado el 18 de julio de 1988, esta zona comprende 25.85 ha, el objetivo de la expropiación es preservar el medio ambiente, regular y controlar los asentamientos irregulares, así como destinar áreas para reserva ecológica.[6]

- Parque Ecoturístico El Cerezo, se trata de un parque ubicado dentro de la sección municipal que se encuentra dentro del parque nacional El Chico, manejada por ejidatarios de San Miguel Cerezo; este parque cuenta con cabañas, tirolesa, área de camping, lanchas y caballos, además de comida típica.[58]

- Bioparque de Convivencia Infantil de Pachuca, fundado en 1978; en el parque se desarrolla un conjunto de actividades culturales relacionadas con la sustentabilidad ambiental, el manejo y reciclado de la basura.[53] en el Bioparque habitan 274 animales de 52 especies entre las que destacan 8 especies en peligro de extinción (CITES I Y II), 18 especies protegidas y 2 especies vulnerables.[59] En este colaboran: el Centro Mexicano de Rehabilitación de Primates A.C., Anima Naturalis Internacional, Tierra Nueva A.C., Libres al Fin A.C., Amigos Proanimal Org., Fundación Luca A.C. y The Wild Animal Santuary.[59]

Zonas protegidas de Pachuca de Soto
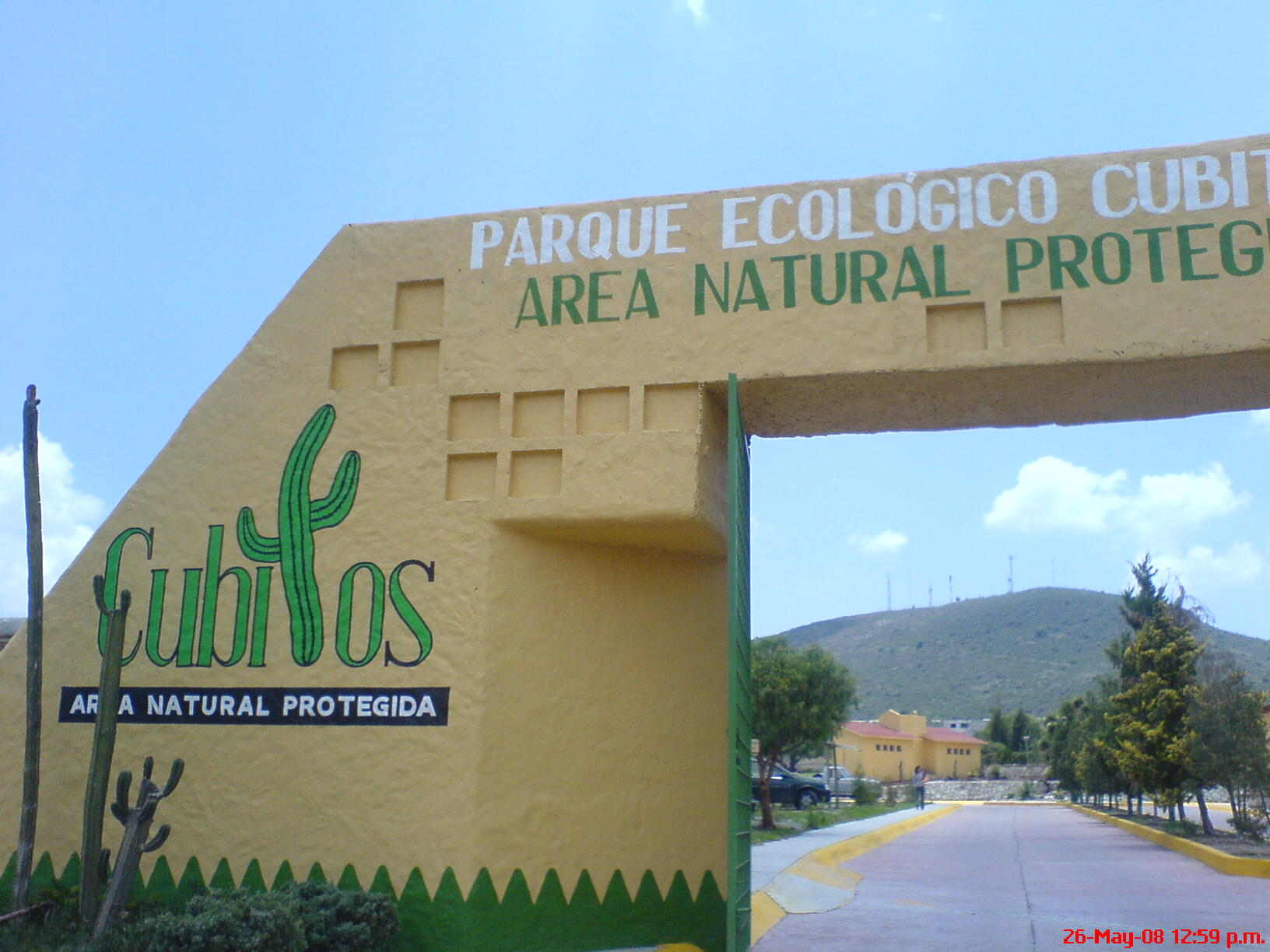
Parque Ecológico Cubitos
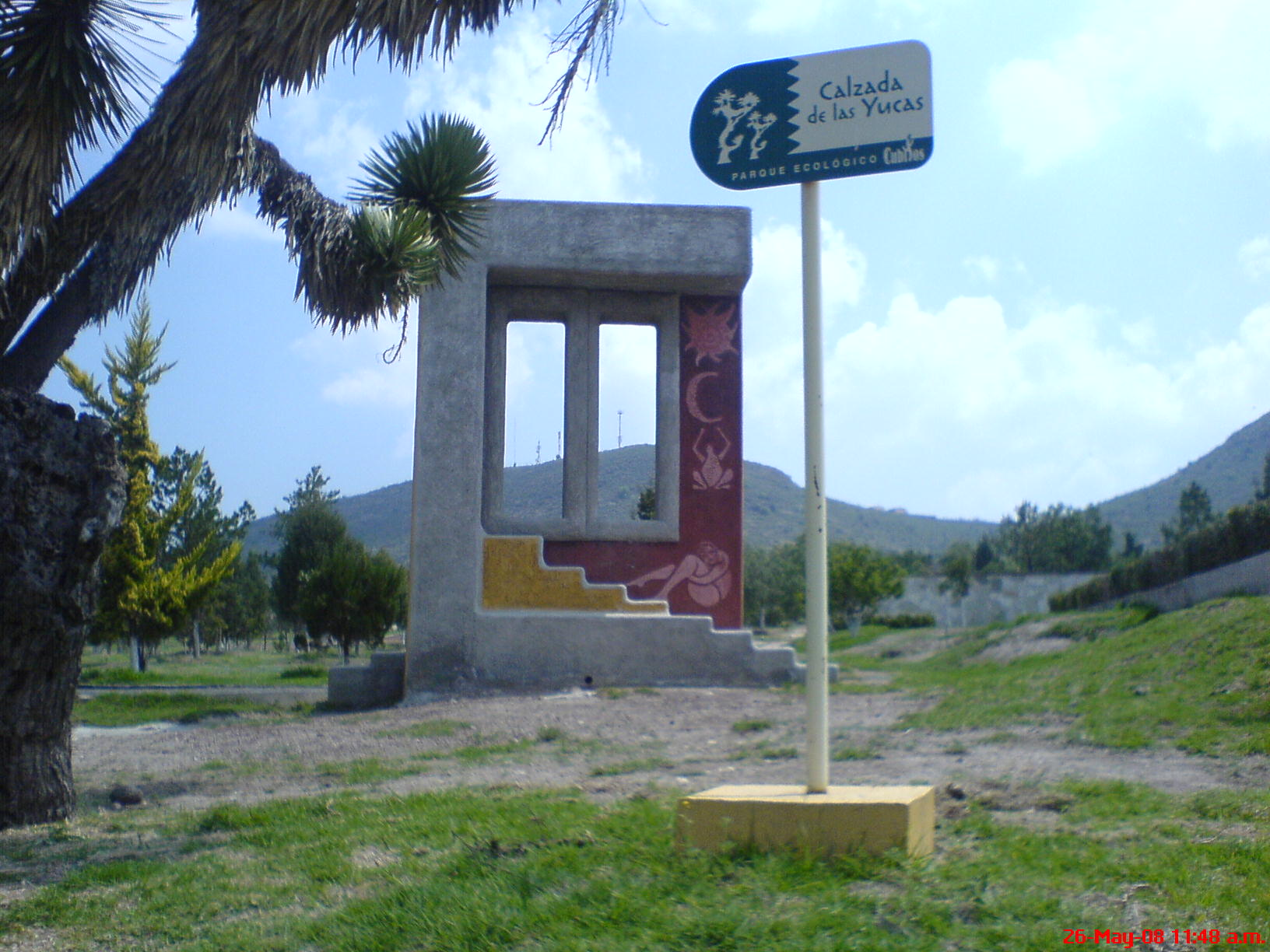
Parque Ecológico Cubitos
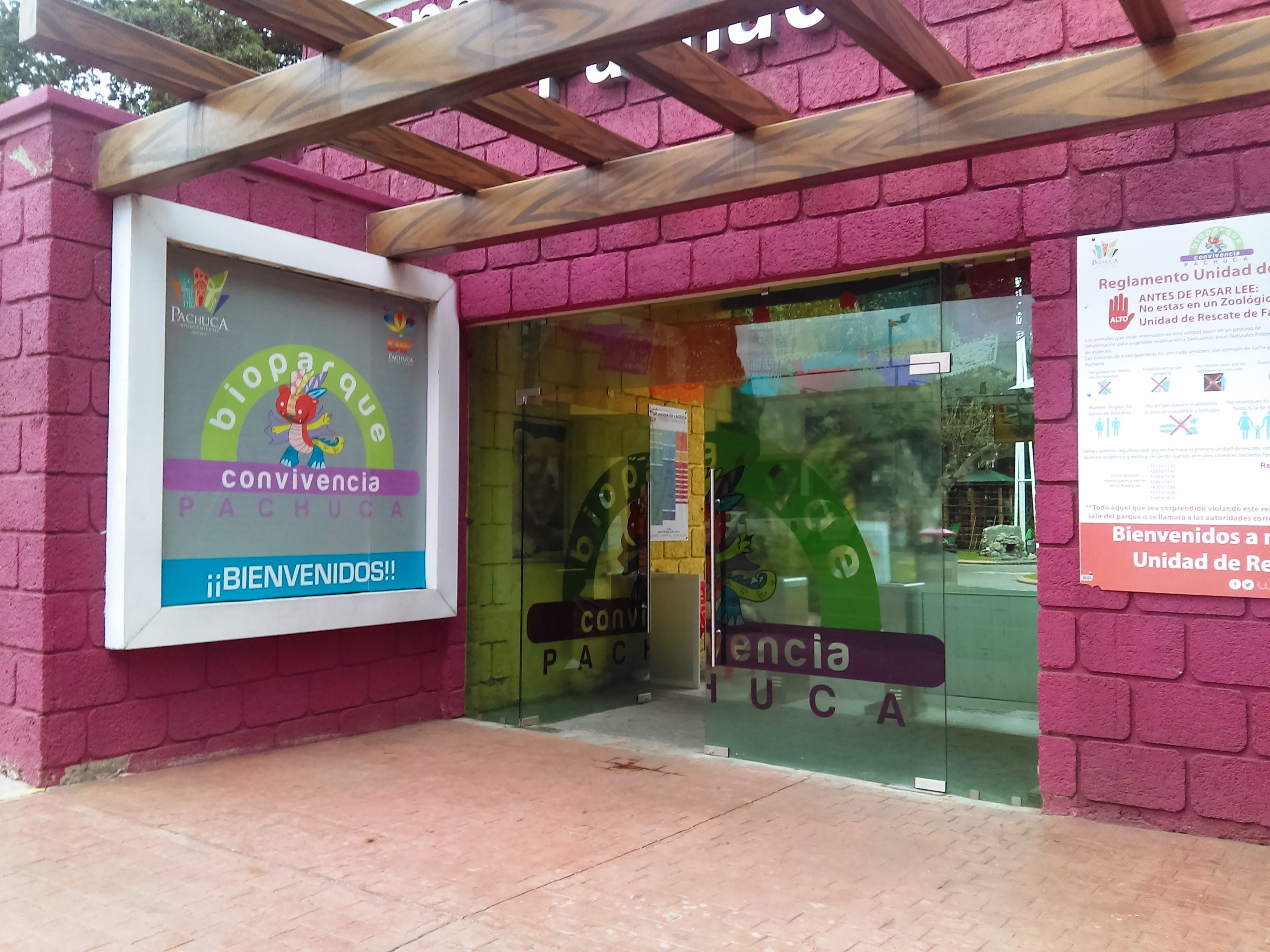
Bioparque de Convivencia Infantil de Pachuca
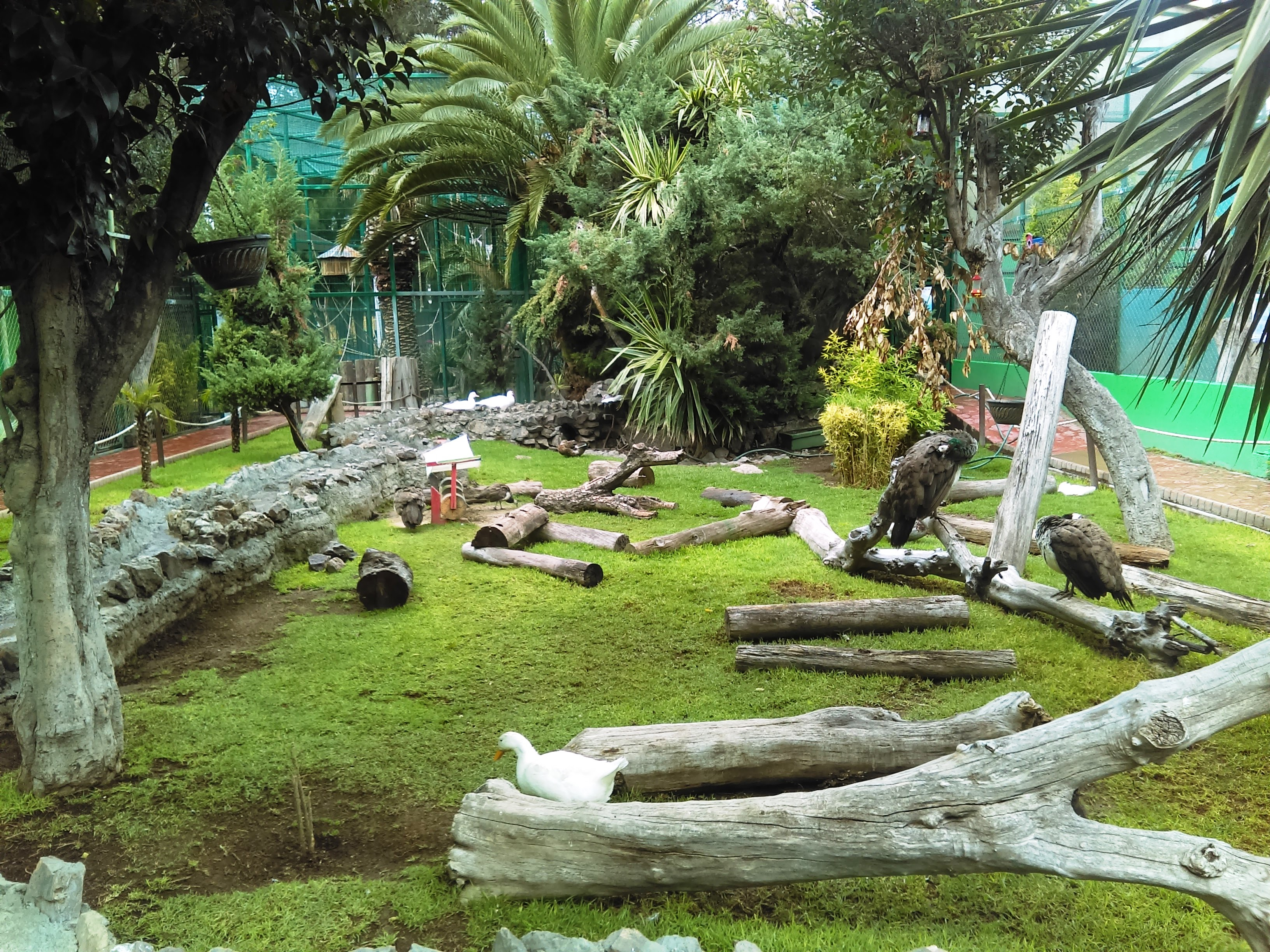
Bioparque de Convivencia Infantil de Pachuca
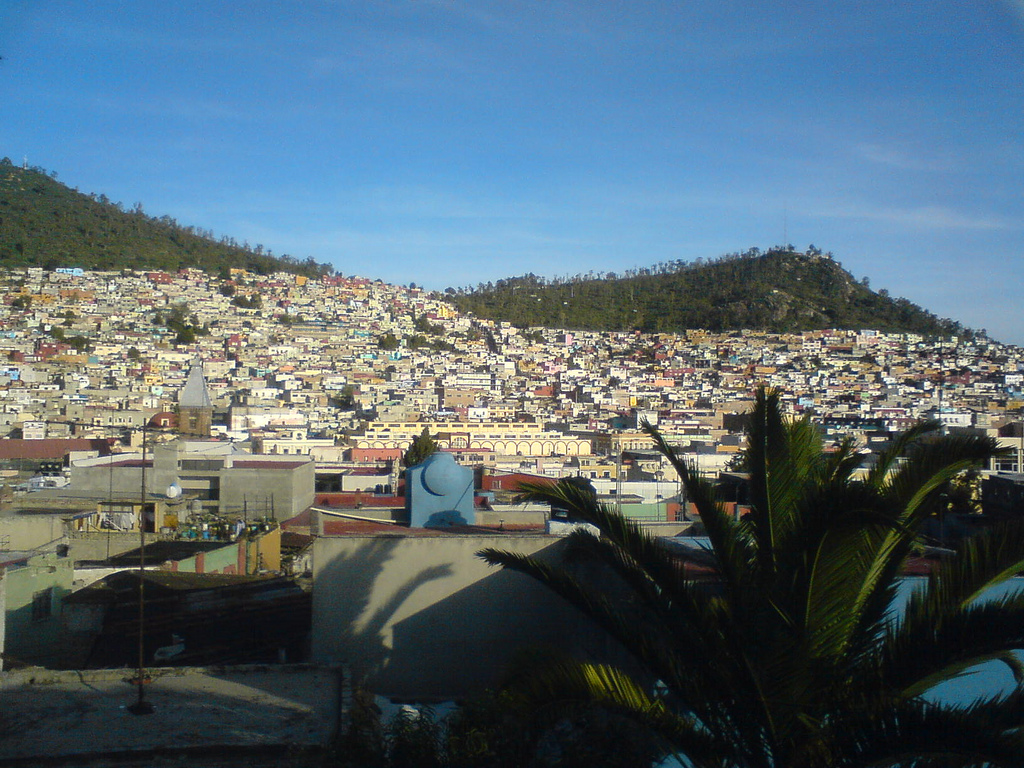
Zona de Preservación Ecológica Cerro del Lobo

## Riesgos y desastres naturales

### Sismos
La zona se encuentra enclavado en una zona con sismos poco frecuentes;  el Terremoto de México de 1985, el Terremoto de Guerrero de 2011 y los Terremotos de Guerrero-Oaxaca de 2012 solo tuvieron repercusiones leves en Pachuca. Del 17 al 21 de mayo de 2010, se presentaron 22 sismos en la región de Actopan, que se sintieron levemente en la ciudad. 
En 2017 el terremoto del 19 de septiembre en México se sintió en la ciudad, no hubo daños personales. Sin embargo, fueron reportadas cuarteaduras y fisuras en distintos sitios de la ciudad. El día 21 de septiembre de 2017 a las 11:40 a. m. el Palacio de gobierno, Palacio Municipal y los hospitales del IMSS y del ISSSTE fueron evacuados después de que se activaran las alertas sísmicas de dichos lugares. El día 24 de septiembre de 2017 el techo de azotea de una vivienda deshabitada del barrio Las Lajas en la calle Pedro Escobedo, esto fue ocasionado por el sismo del 19 de septiembre y por la antigüedad de la vivienda.

### Lluvias e inundaciones

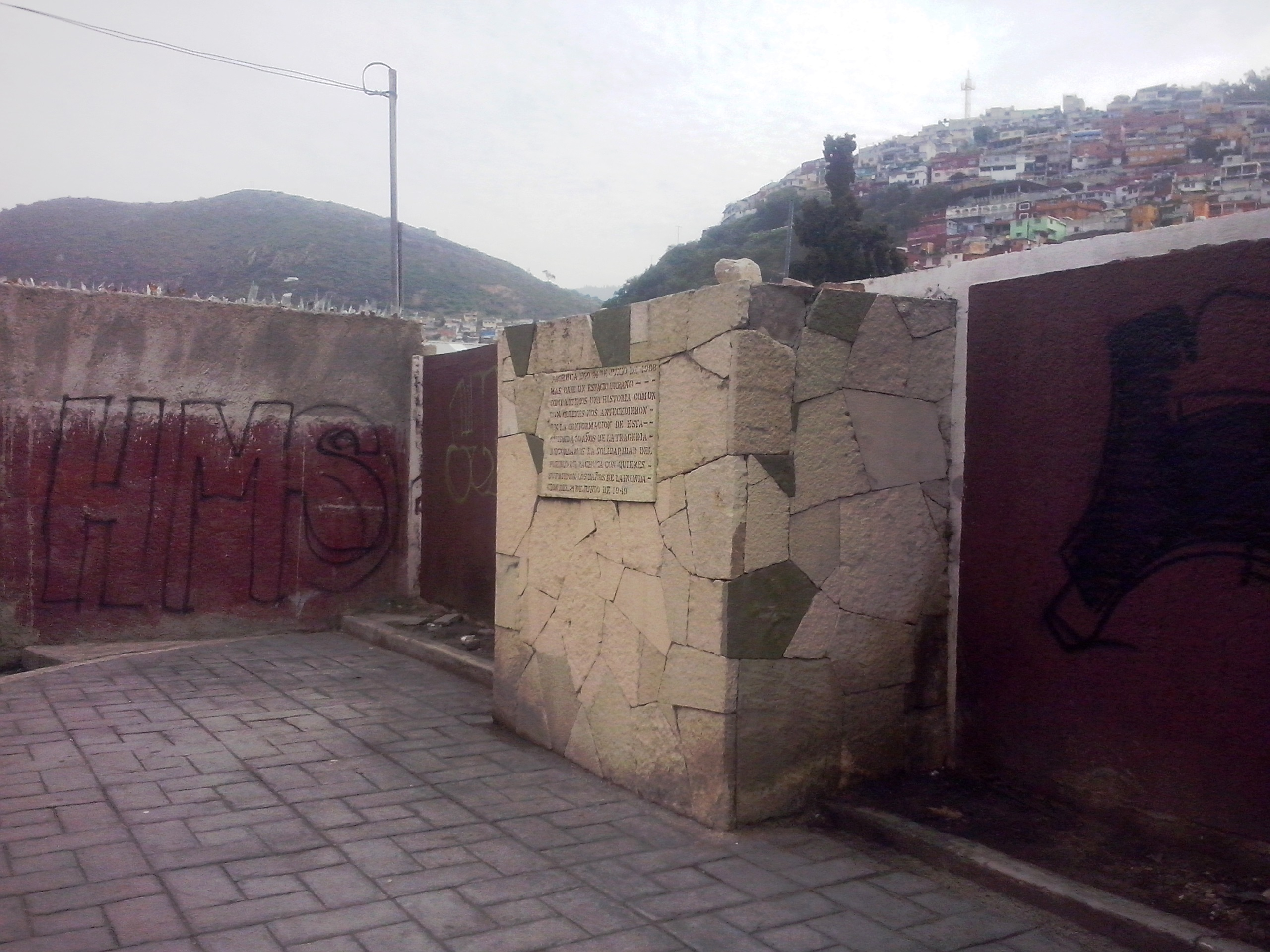
Monumento dedicado a las víctimas de la inundación de 1949; inaugurado el 24 de junio de 1998.

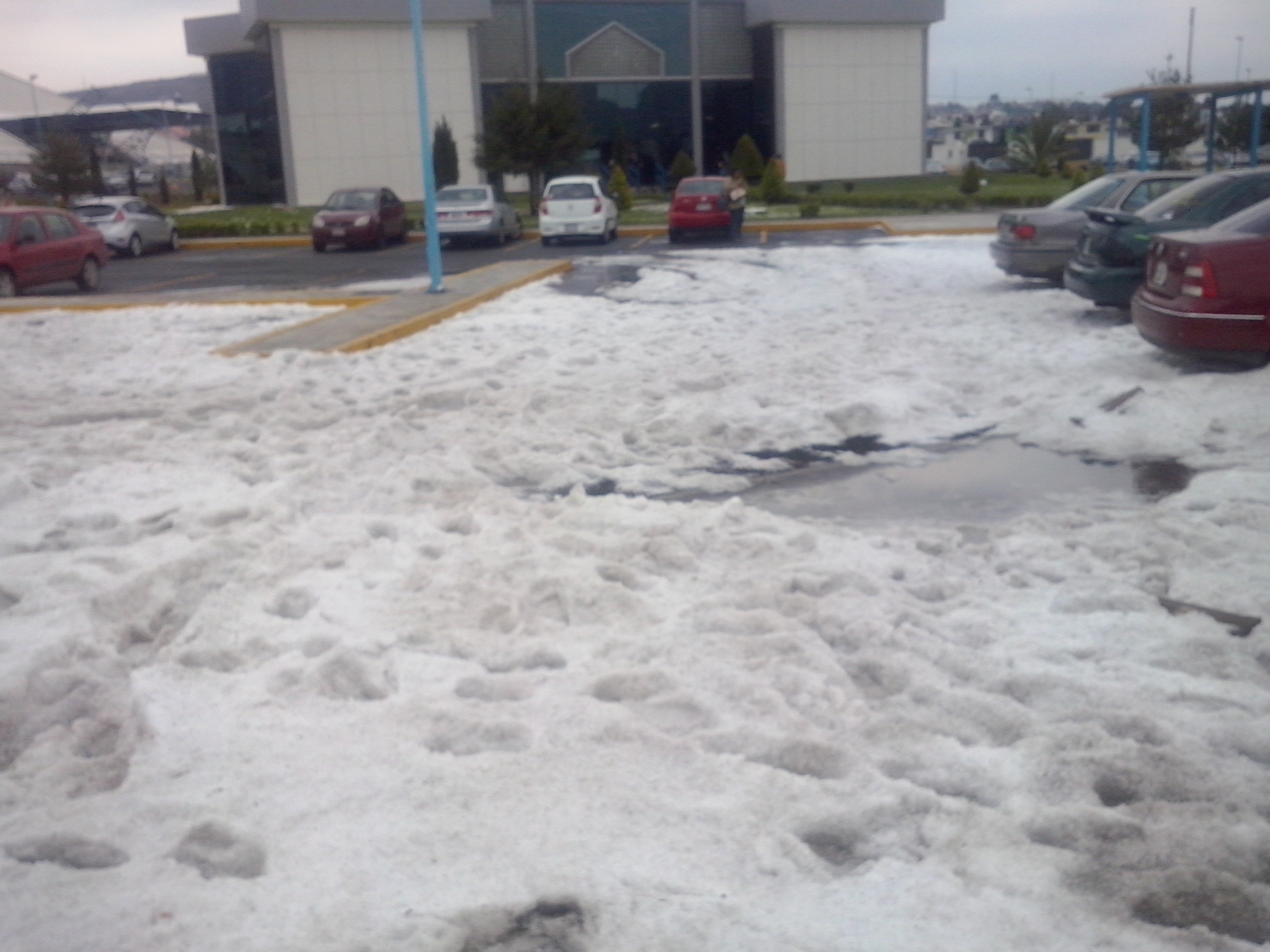
Ganizada del 20 de marzo de 2015 que afectó a Pachuca y Mineral de la Reforma.

A lo largo de la historia de la ciudad de Pachuca se ha registrado diversos eventos catastróficos de origen natural, principalmente inundaciones; la información documentada que existe dicta que fueron causadas por lluvias extraordinarias, además se deja ver que los impactos han sido diversos, van desde el solo registro de las zonas afectadas, hasta la pérdida de vidas humanas y materiales. Las principales inundaciones han sido:
- El 5 de septiembre de 1785, alrededor de las 4:00 p. m. las fuertes lluvias se presentaron sobre la población y lugares circunvecinos afectando más de 300 personas.[71]

- El 26 de septiembre de 1867 las fuertes lluvias hicieron que el río se desbordara, provocando que se derrumbaran casas con la consecuente pérdida de vidas humanas no confirmadas.[71]

- El 27 de septiembre de 1884 cae una tormenta por el lado norte en los terrenos comprendidos entre El Jaramillo y Las Ventanas, en el camino a Mineral del Chico provocando que el río de las Avenidas se desbordara, y cayó un aguacero que invadió las principales calles y las plazas, inundándose algunos edificios.[71][72]

- El 8 de septiembre de 1888 a la 12:00 a. m. después de una lluvia abundante que duró según los registros más de treinta horas, el lecho del río de las Avenidas se desbordó debido a la inmensa cantidad de azolve proveniente de los terrenos de las minas en explotación y por los residuos de beneficio; y enseguida el derrumbe de distintos edificios, los decesos fueron en su mayoría como consecuencia de los derrumbes.[71]

- El 5 de mayo de 1905 se presentó una lluvia que en dos horas inundó las calles, subiendo las aguas 1.5 m, los daños incluyeron algunos ahogados y pérdidas a comercios.[71]

- En mayo de 1918, se inundaron las calles de Hidalgo, Allende, Guerrero, Juárez y Zaragoza.[71]

- El 1 de enero de 1921, a raíz del derrumbe de la cortina de la presa del Xotol, una fuerte corriente arrastró con todo, causando grandes pérdidas.[71]

- El 19 de octubre de 1930, una lluvia de grandes proporciones inundó las calles de Morelos, Hidalgo, Matamoros, Zaragoza, Allende y Guerrero, además de la Parroquia de la Asunción y el Jardín de la Constitución.[71]

- El 24 de junio de 1949, una gran inundación sorprendió a los habitantes de Pachuca, debido a las intensas lluvias y granizadas.[73][74][75][76][77] El incidente ocurrió debido en gran parte por un descuido de quienes tenían la obligación de cuidar el cauce del Río de las Avenidas que cruza de norte a sur, una obstrucción que consistía en desperdicios y basura creó un dique, que al no soportar la presión de la avenida de las aguas reventó.[77][76] La inundación duro alrededor de una hora, las calles estaban llenas de lodo, basura, desperdicios, muebles y también cadáveres, se calculó en ese entonces que la inundación había matado a más de 200 personas.[71][78]

- En septiembre de 2006 la temporada de lluvias dejó inundaciones en las calles de la ciudad el agua alcanzó niveles de hasta 70 centímetros, afectando las colonias Santa Julia, 11 de julio, Tulipanes, Venta Prieta y Centro.[79]

- El 31 de enero de 2012 se registró una granizada alrededor de las 5:30 p. m. afectó colonias de Pachuca y Mineral de la Reforma.[80] Provocó inundaciones en los bulevares Colosio, Río de las Avenidas, Felipe Ángeles, Madero, Bulevar Minero, así como en las colonias Santa Julia, Centro, Periodistas y frente al Estadio Hidalgo, y se reportó de la caída de un techo en una nave industrial.[81] La capa de granizo alcanzó de 20 a 30 centímetros.[82]

- El 10 de enero de 2015 se registró una fuerte granizada, acompañada de lluvia; la cual afectó vialidades y el césped del estadio Hidalgo, donde está programado el partido de fútbol entre los Tuzos del Pachuca y el Cruz Azul. Las precipitaciones (lluvia y granizo) tuvieron una duración de 35 minutos.[83]

- El 19 y 20 de marzo de 2015 se registró una fuerte granizada que afecto a Pachuca y Mineral de la Reforma.[84]

- El 19 de marzo de 2016 se registró una fuerte granizada que afecto a Pachuca y Mineral de la Reforma, el granizo superó los dos centímetros de diámetro.[85]

### Incendios forestales
En las inmediaciones de la ciudad se han registrado diversos incendios forestales, principalmente durante los meses de febrero, abril y mayo; entre los principales incendios registrados se tienen:
- El 17 de febrero de 2011 se registraron al menos tres incendios de pastizal en la zona conurbada y en los cerros de San Cristóbal y la Estrella en los barrios altos de Pachuca.[86][87] La alerta comenzó a las 12:00 horas cuando se tuvo conocimiento del primer incendio ubicado en la carretera a Mineral del Chico, más tarde se registró otro incendio, este, en los límites del barrio conocido como Las Lajas, cerca de las 2:00 p. m. en el fraccionamiento de Pitahayas, hubo la alertara de otro incendio. Los incendios registrados consumieron al menos 60 hectáreas de pastizales, los cuales fueron sofocados por del Ejército mexicano, Protección Civil municipal, estatal y bomberos del estado.[88][89]

- El 11 de abril de 2011 se registró un incendio en las inmediaciones del cerro de San Cristóbal, cerca del corredor turístico el cual no representó riesgo a la población y fue combatido por elementos de Protección Civil, Secretaría de Agricultura de Hidalgo, Bomberos y personal de la Comisión Nacional Forestal (Conafor), fueron más de 45 hectáreas las que se vieron afectadas con esta conflagración.[90][91]

- El 17 de diciembre de 2012, se desarrolló un incendio en las inmediaciones del cerro de La Cruz, justo arriba de la colonia López Portillo.[92] La comandancia del Cuerpo de Bomberos de Pachuca precisó que al menos 6 ha de pasto, hierba seca, nopal, lechuguilla, cactus, entre otra flora, fueron consumidas por el fuego.[93]

- El 4 de marzo de 2013, se registró un incendio en el Parque ecológico Cubitos, con afectación de 18.4 hectáreas, y que fue sofocado un día después.[94]

- El 24 de enero de 2017 se registraron cinco incendios en la zona metropolitana de Pachuca, entre las 7:00 p. m. a 9:30 p. m., el primero se reportó en la localidad de San Juan Tilcuautla, municipio de San Agustín Tlaxiaca, donde aproximadamente 4 ha resultaron afectadas.[95] Luego en el bulevar Las Torres, entronque con carretera Pachuca-Ciudad Sahagún, localidad de Palma Gorda, Mineral de la Reforma donde hubo un incendio leve.[95] También en la vía de ferrocarril, a espaldas de fraccionamiento La Reforma, municipio de Mineral de la Reforma, donde se reportó la quema de aproximadamente 2 hectáreas de pastizal.[95] Otro más en el cerro de localidad de Santa Gertrudis, municipio de Pachuca, con afectación de 3 ha.[95] Finalmente en la calle De Los Ángeles, colonia Minerva, municipio de Mineral de la Reforma, con la quema de basura en inmueble deshabitado.[95]

- El 12 de mayo de 2018 cerca de las 06:00 p. m. comenzó un incendio en la Estación de Transferencia y tiradero a cielo abierto, ubicado en el predio La Cañada en Mineral de la Reforma;[96][97] el cual fue clausurado horas antes por la Secretaría de Medio Ambiente y Recursos Naturales de Hidalgo por presentar irregularidades.[96][97] El 15 de mayo se suspendieron actividades escolares en todos los niveles educativos reanudando el 18 de mayo.[98][99] La contingencia ambiental en general duro seis días, se reportaron al menos 253 personas afectadas por el incendio.[100]

- El 25 de mayo de 2018 antes de las 12:30 p. m. se reportó un incendio a un costado del Corredor Turístico de la Montaña, en el cerro de La Minerva; el incendio fue visible desde gran parte de la Zona Metropolitana de Pachuca.[101]

- El 9 de febrero de 2019 se produjo incendio en zona de jales, a un costado de bulevar Nuevo Hidalgo.[102]

- El 4 de abril de 2019 a las 11:30 a. m. el fuego se extendió por más de 4 ha y el incendio sucedió a unos 4 km del Cristo Rey de Pachuca.[103]

- El 9 de mayo de 2019 un fuerte incendio se registró en el Barrio la Camelia.[104]

- El 15 de mayo de 2019 se incendiaron 400 m² de pasto y hierba seca, además de dos vehículos; en el municipio de Mineral de la Reforma, en la colonia Las Águilas, a un costado de la carretera Pachuca-Ciudad Sahagún.[105][106]

- El 23 de febrero de 2020 un fuerte incendio se registró en el cerro de Pitahayas en Pachuca.[107]

- El 3 de marzo de 2020 fue reportado un incendio en el cerro de El Tablón, perteneciente a Santiago Tlapacoya y El Huixmí, no afectó al relleno sanitario ubicado en la zona ni a los habitantes de las comunidades pachuqueñas.[108][109] En el fraccionamiento Colosio, a la salida hacia Actopan, se registró un incendio, las llamas se registraron a la altura al monumento a Bomberos, cerca del Instituto de Ciencias Sociales y Humanidades (ICSHu) de la Universidad Autónoma del Estado de Hidalgo (UAEH).<[109]